# Dubai
Dubai (em árabe: دبيّ, Dubayy) é a maior cidade e emirado do mesmo nome dos Emirados Árabes Unidos (uma federação de monarquias absolutas hereditárias árabes). O Emirado de Dubai está localizado na costa do golfo Pérsico, sendo um dos sete emirados que compõem o país. Dubai é o emirado mais populoso entre os sete emirados, com aproximadamente 2 262 000 habitantes. Está localizada ao longo da costa sul do golfo Pérsico na península Arábica na Ásia. O município muitas vezes é chamado de Cidade de Dubai para diferenciá-lo do emirado homônimo. A cidade é conhecida mundialmente pela sua economia extremamente desenvolvida e por seus enormes arranha-céus e largas avenidas.
Existem registros da existência da cidade pelo menos 150 anos antes da formação dos EAU. Dubai divide funções jurídicas, políticas, militares e econômicas com os outros emirados, embora cada emirado tenha jurisdição sobre algumas funções, tais como a aplicação da lei civil e fornecimento e manutenção de instalações locais. Dubai tem a maior população e é o segundo maior emirado por área, depois de Abu Dhabi. Dubai e Abu Dhabi são os únicos emirados que possuem poder de veto sobre questões de importância nacional na legislatura do país. Dubai tem sido governado pela dinastia Al Maktoum desde 1833. O atual governante de Dubai, Mohammed bin Rashid Al Maktoum, é também o Primeiro-Ministro e Vice-presidente dos Emirados Árabes Unidos.
A receita do emirado é proveniente do turismo, do comércio, do setor imobiliário e dos serviços financeiros. As receitas de petróleo e gás natural contribuem com menos de 6% (2006) do PIB de 37 bilhões de dólares em 2005. O setor imobiliário e da construção civil, por outro lado, contribuiu com 22,6% da economia em 2005, antes do atual boom da construção em larga escala. Dubai tem atraído a atenção mundial por seus projetos imobiliários e acontecimentos esportivos.
O destaque de Dubai como centro mundial de negócios contrasta com a situação de miséria e de violação de direitos humanos dos trabalhadores na construção civil - grande parte deles migrantes provenientes da Índia, Bangladesh, Paquistão, Afeganistão, Yemen, Sri Lanka, Etiópia, Filipinas, China ou Síria. Mal pagos e mal alojados, têm sido submetidos a formas de exploração comparáveis às vigentes durante a Revolução Industrial, sendo muitas vezes obrigados a trabalhar sob temperaturas que podem superar 50 °C. São frequentes os casos de suicídio entre os operários. Segundo Sharla Musabih, diretora do abrigo Casa da Esperança, destinado a mulheres vítimas de violência, Dubai progrediu muito economicamente nos últimos 10 anos, mas as condições dos trabalhadores são semelhantes às do século XIX.

## Etimologia
Em 1820, Dubai era conhecida como Al Wasl por historiadores britânicos. No entanto, poucos registros referentes à história cultural dos Emirados Árabes Unidos ou seus componentes existem devido à tradição oral da região em passar suas tradições através do folclore e de mitos. As origens linguísticas da palavra Dubai também estão em disputa, alguns acreditam que a palavra possa ter origem persa, enquanto alguns acreditam que o árabe seja a raiz linguística da palavra. De acordo com Fedel Handhal, pesquisador da história e da cultura dos Emirados Árabes Unidos, a palavra Dubai pode ter vindo da palavra Daba (um derivado do Yadub), que significa rastejar; a palavra pode ser uma referência ao fluxo da enseada de Dubai para o interior.

## História

### Pré-história e Antiguidade

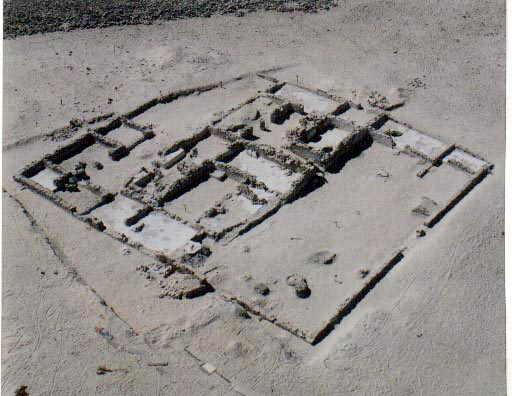
Sítio arqueológico de Jumeirah, do período do Califado Abássida.

Muito pouco se sabe sobre a cultura pré-islâmica no sudeste da península Arábica, sabe-se apenas que muitas das cidades antigas na área eram centros de comércio entre os mundos Oriental e Ocidental. Os restos de um antigo manguezal, datados em sete mil anos, foram descobertos durante a construção de linhas de esgoto perto de Dubai Internet City. A área foi coberta com areia cerca de cinco mil anos atrás, como o litoral recuou para o interior, tornando-se uma parte da costa atual da cidade. Antes do Islã, os povos desta região adoravam Bajir (ou Bajar).
Os impérios Bizantino e Sassânida constituíam as grandes potências da época, com os sassânidas controlando grande parte da região. Após a expansão do islamismo, os sassânidas foram expulsos da Arábia. As escavações realizadas pelo Museu de Dubai, na região de Jumaira (Jumeirah) indicam a existência de diversos artefatos a partir do período omíada.
A mais antiga menção de Dubai é de 1095, no "Livro de Geografia" pelo geógrafo árabo-andalusino Albacri. O mercador veneziano de pérolas Gaspero Balbi visitou a área em 1580 e mencionou Dubai (Dibei) para a sua indústria de pérolas. Registros documentais da cidade de Dubai só existem depois de 1799.

### Era pré-petróleo

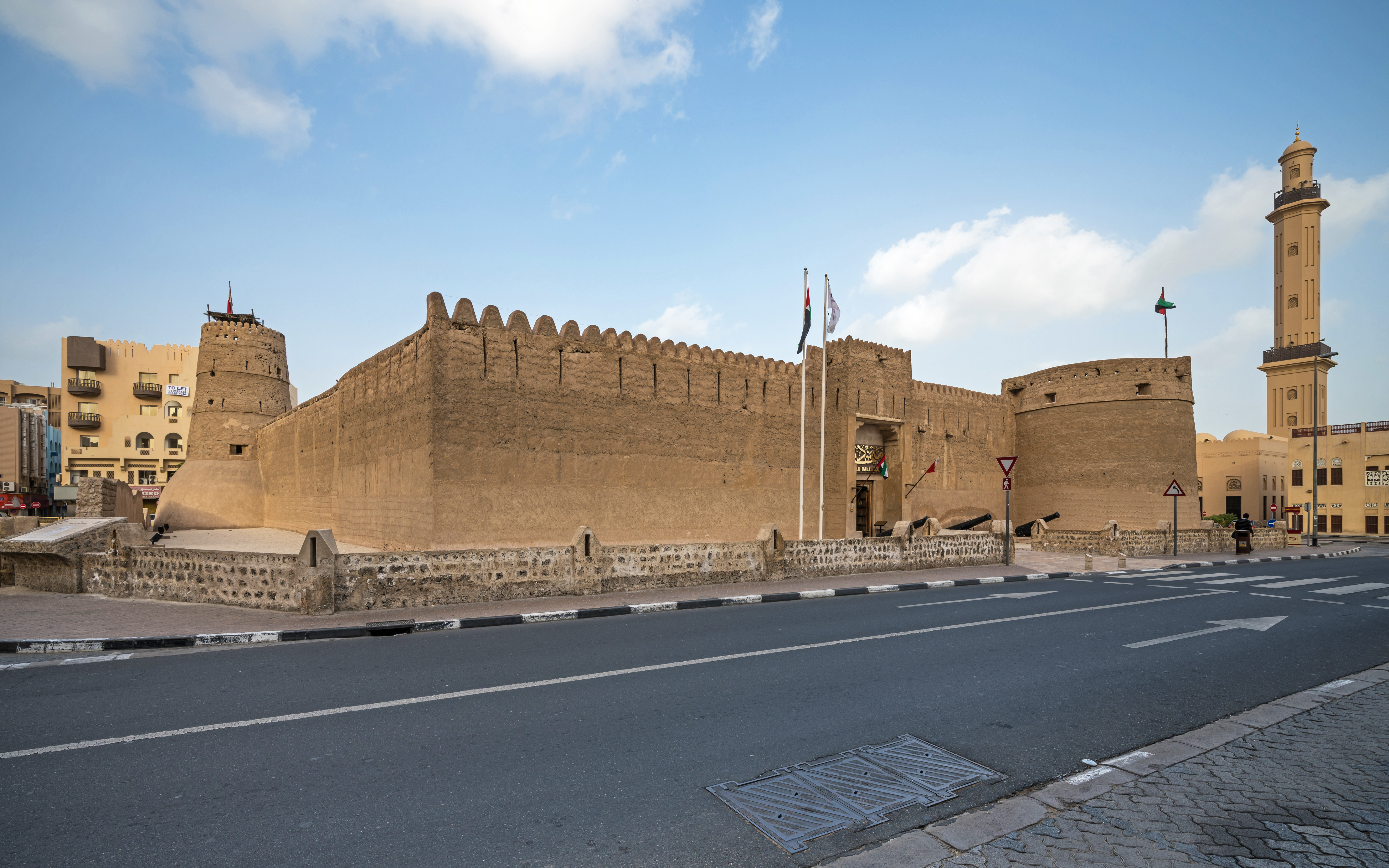
Forte Al Fahidi, construído em 1799, é o mais antigo edifício existente em Dubai - agora parte do Museu de Dubai.

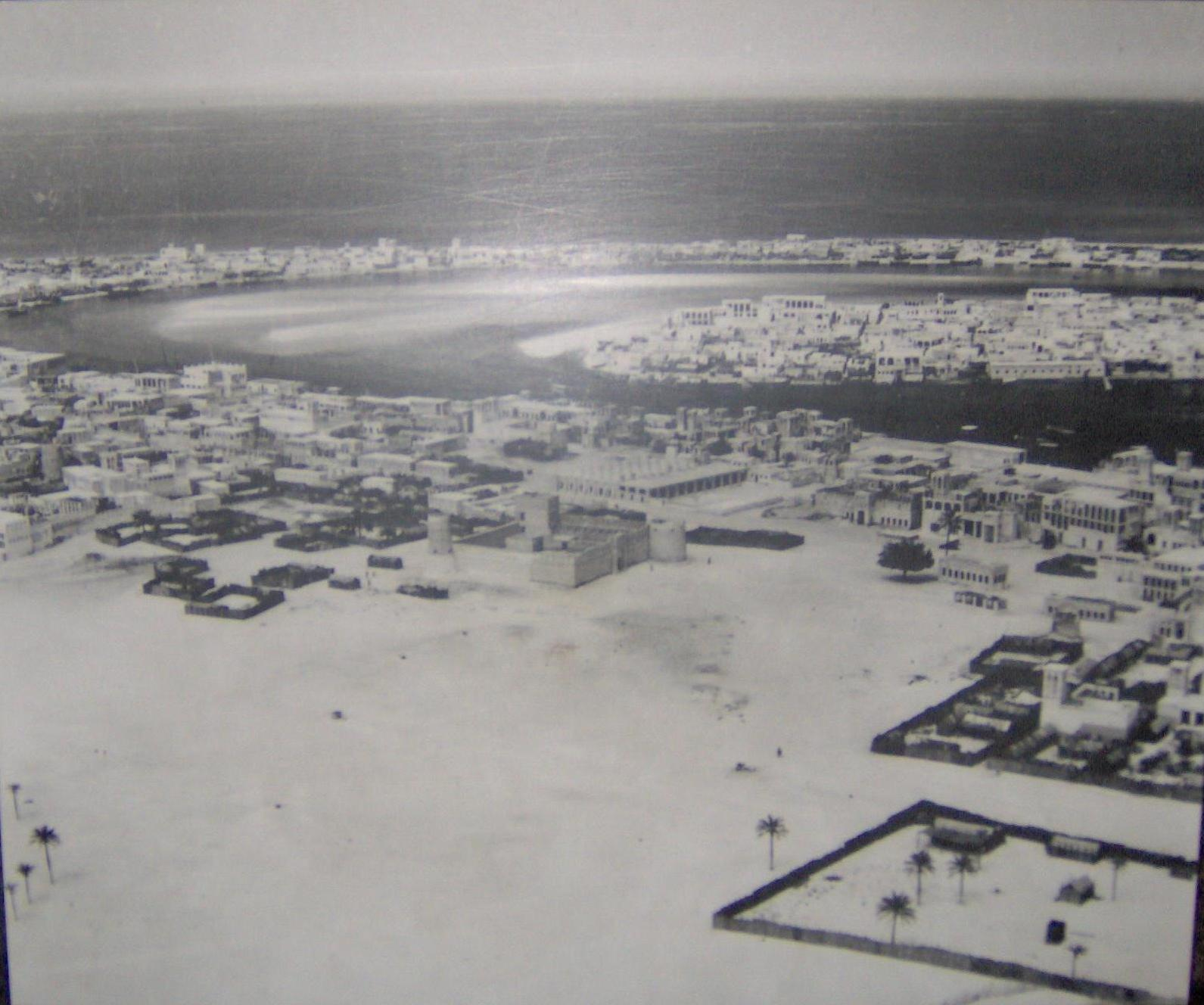
Imagem aérea da cidade nos anos 1950.

No início do século XIX, o clã Al Abu Falasa (Casa da Al-Falasi) da tribo Bani Yas estabeleceu-se em Dubai, que ficou sob controle de Abu Dhabi até 1833. Em 8 de janeiro de 1820, o xeque de Dubai e outros xeques na região assinaram o "Tratado de Paz Geral Marítima", com o governo britânico.
Entretanto, em 1833, a dinastia Al Maktoum (também descendentes da Casa de Al-Falasi) da tribo Bani Yas assumiu o controle de Abu Dhabi e tomou Dubai do clã Abu Falasa sem encontrar resistência. Com a assinatura do "Acordo Exclusivo" de 1892, Dubai passou a ter a proteção do Reino Unido contra qualquer ataque vindo do Império Otomano. Duas catástrofes atingiram a cidade durante os anos 1800. Primeiro, em 1841, uma epidemia de varíola irrompeu na localidade de Bur Dubai, obrigando a população a deslocar-se para leste de Deira. Em 1894, um grande incêndio em Deira destruiu a maioria das casas.
No entanto, a localização geográfica da cidade continuou a atrair comerciantes e mercadores de toda a região. O emirado de Dubai reduziu então a carga fiscal sobre o comércio, o que atraiu comerciantes de Sharjah e Lengeh Bandar, que eram os principais centros comerciais da região na época.
A proximidade geográfica de Dubai com a Índia tornou a cidade um local importante. A cidade de Dubai foi um importante porto de escala para os comerciantes estrangeiros, principalmente os vindos da Índia, muitos dos quais acabaram por se instalar na cidade. Dubai era conhecida por suas exportações de pérolas até os anos 1930. No entanto, a indústria de pérolas de Dubai foi irremediavelmente danificada pelos acontecimentos da Primeira Guerra Mundial e, posteriormente, pela Grande Depressão na década de 1920. Consequentemente, a cidade assistiu a uma migração em massa de pessoas para outras partes do golfo Pérsico.
Desde a sua criação, Dubai entrava constantemente em desacordo com Abu Dhabi. Em 1947, uma disputa de fronteira entre Dubai e Abu Dhabi, no setor norte de sua fronteira comum, gerou uma guerra entre os dois estados. A arbitragem feita pelos ingleses e a criação de uma fronteira do leste ao sul da costa de Ras hasian resultou em uma cessação temporária das hostilidades.

### Consolidação e descoberta de petróleo

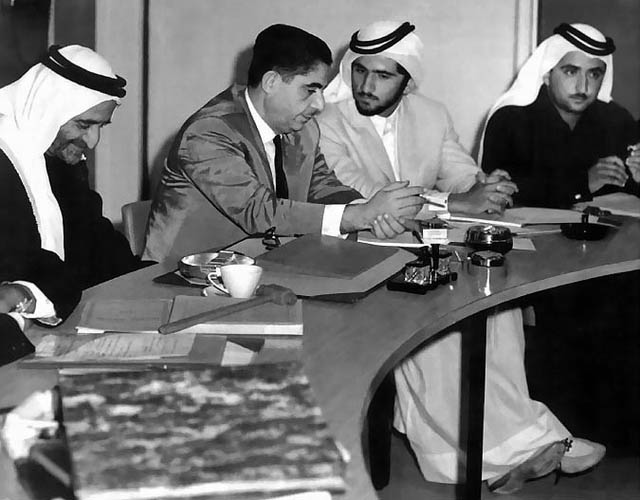
Adi Bitar com os xeiques Rashid Al Maktoum, Mohammad Al Maktoum e Maktoum Al Maktoum em Dubai, 1968.

No entanto, as disputas fronteiriças entre os emirados continuaram mesmo após a formação dos Emirados Árabes Unidos, foi somente em 1979 que um compromisso formal foi alcançado, o que terminou com as hostilidades e com as disputas fronteiriças entre os dois estados. Eletricidade, serviços de telefone e um aeroporto foram criados em Dubai em 1950, quando os ingleses moveram seus escritórios administrativos locais de Sharjah para Dubai.
Em 1966, a cidade se juntou ao país recém-independente do Catar para criar uma nova unidade monetária, o Riyal qatarí, após a desvalorização da Rupia do Golfo Pérsico. No mesmo ano, foi descoberto petróleo em Dubai, após o qual a cidade de concessões para companhias internacionais de petróleo. A descoberta do petróleo levou a um afluxo maciço de trabalhadores estrangeiros, sobretudo indianos e paquistaneses. Como resultado, a população da cidade entre 1968 e 1975 cresceu mais de 300%, segundo algumas estimativas.
Em 2 de dezembro de 1971 Dubai, juntamente com Abu Dhabi e outros cinco emirados, formaram os Emirados Árabes Unidos após o fim do protetorado-britânico no golfo Pérsico, em 1971. Em 1973, Dubai se juntou a outros emirados para adotar uma moeda única: o dirham dos Emirados. Na década de 1970, Dubai continuou a crescer a partir de receitas geradas com o petróleo e com o comércio. Nesse período a cidade teve um grande afluxo de imigrantes libaneses que fugiam da guerra civil. O porto de Jebel Ali (supostamente o maior porto do mundo construído pelo homem) foi estabelecido em 1979. Jafza (Zona Franca de Jebel Ali) foi construída em torno do porto, em 1985, para proporcionar às empresas estrangeiras de importação irrestrita de trabalho e capital exportação.

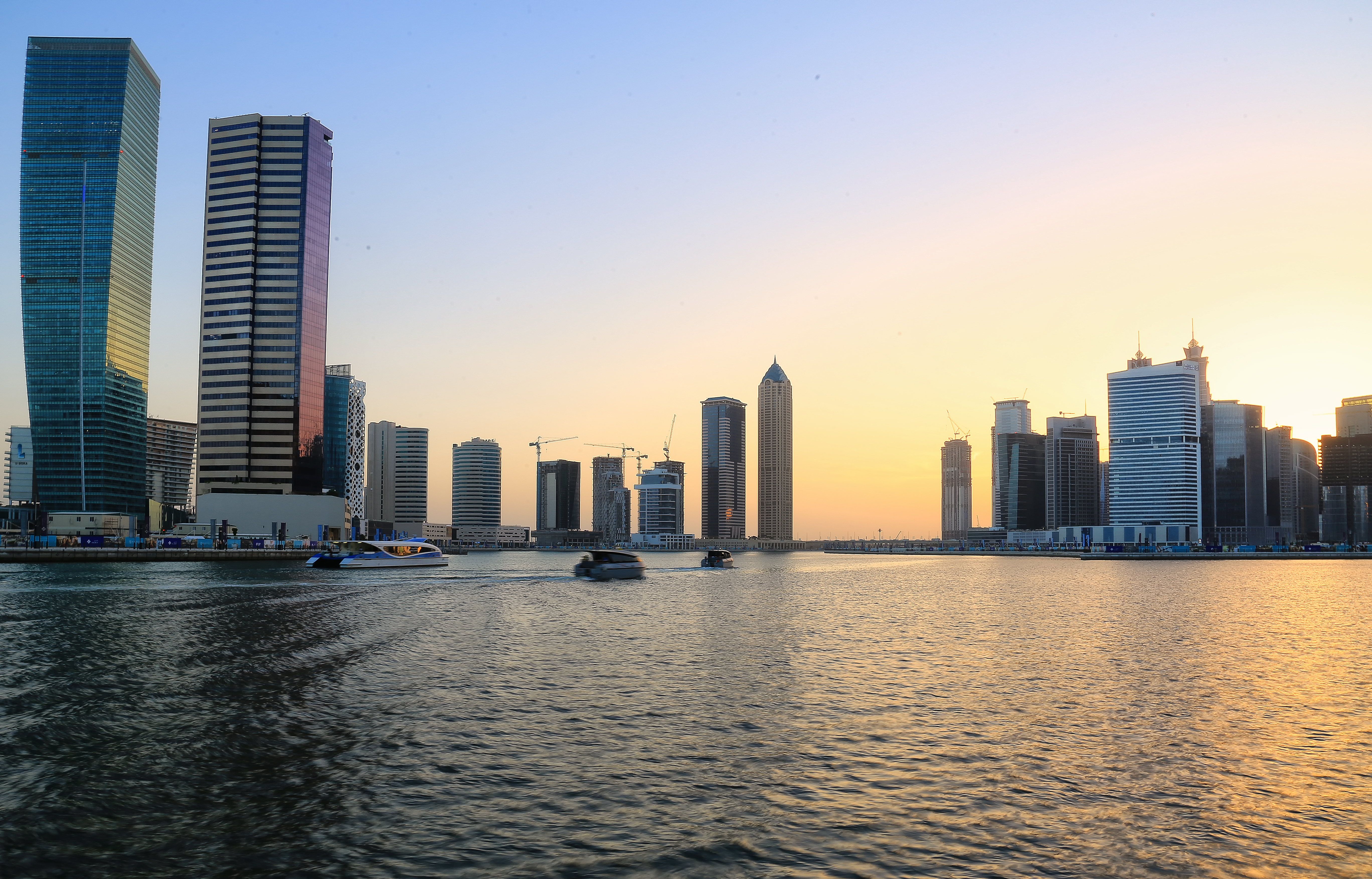
Vista dos arranha-céus litorâneos de Dubai em 2018.

A Guerra do Golfo Pérsico, de 1990, teve um enorme impacto sobre a cidade. Economicamente, os bancos de Dubai experimentaram uma retirada maciça de fundos devido à incerteza das condições políticas na região. Durante o decorrer da década de 1990, no entanto, muitas comunidades de comércio exterior - primeiro do Kuwait, durante a Guerra do Golfo Pérsico e, posteriormente, do Bahrein, durante o levante xiita, mudaram seus negócios para Dubai. Dubai foi uma base de reabastecimento para as forças aliadas na Zona Franca de Jebel Ali, durante a Guerra do Golfo Pérsico e, novamente, durante a Invasão do Iraque em 2003. Os grandes aumentos no preço do petróleo após a Guerra do Golfo Pérsico incentivaram Dubai a continuar a centrar-se no livre comércio e no turismo.
O sucesso da Zona Franca de Jebel Ali permitiu que a cidade pudesse replicar seu modelo de desenvolvimento para novas zonas francas, incluindo Dubai Internet City, Dubai Media City e Dubai Maritime City. A construção do Burj Al Arab, o hotel autônomo mais alto do mundo, bem como a criação de novos empreendimentos residenciais, foram usados pelo mercado de Dubai, para fins turísticos. Desde 2002, a cidade tem visto um grande aumento do investimento imobiliário privado na recriação skyline de Dubai, com projetos como o Palm Islands, The World, o Burj Dubai e o The Dynamic Tower. No entanto, o crescimento econômico robusto nos últimos anos tem sido acompanhado por aumento das taxas de inflação (de 11,2% em 2007, quando medido contra o Índice de Preços ao Consumidor (IPC), que é atribuído, em parte devido à quase duplicação do consumo comercial e residencial de renda, resultando em um substancial aumento do custo de vida para os residentes da cidade.

## Geografia

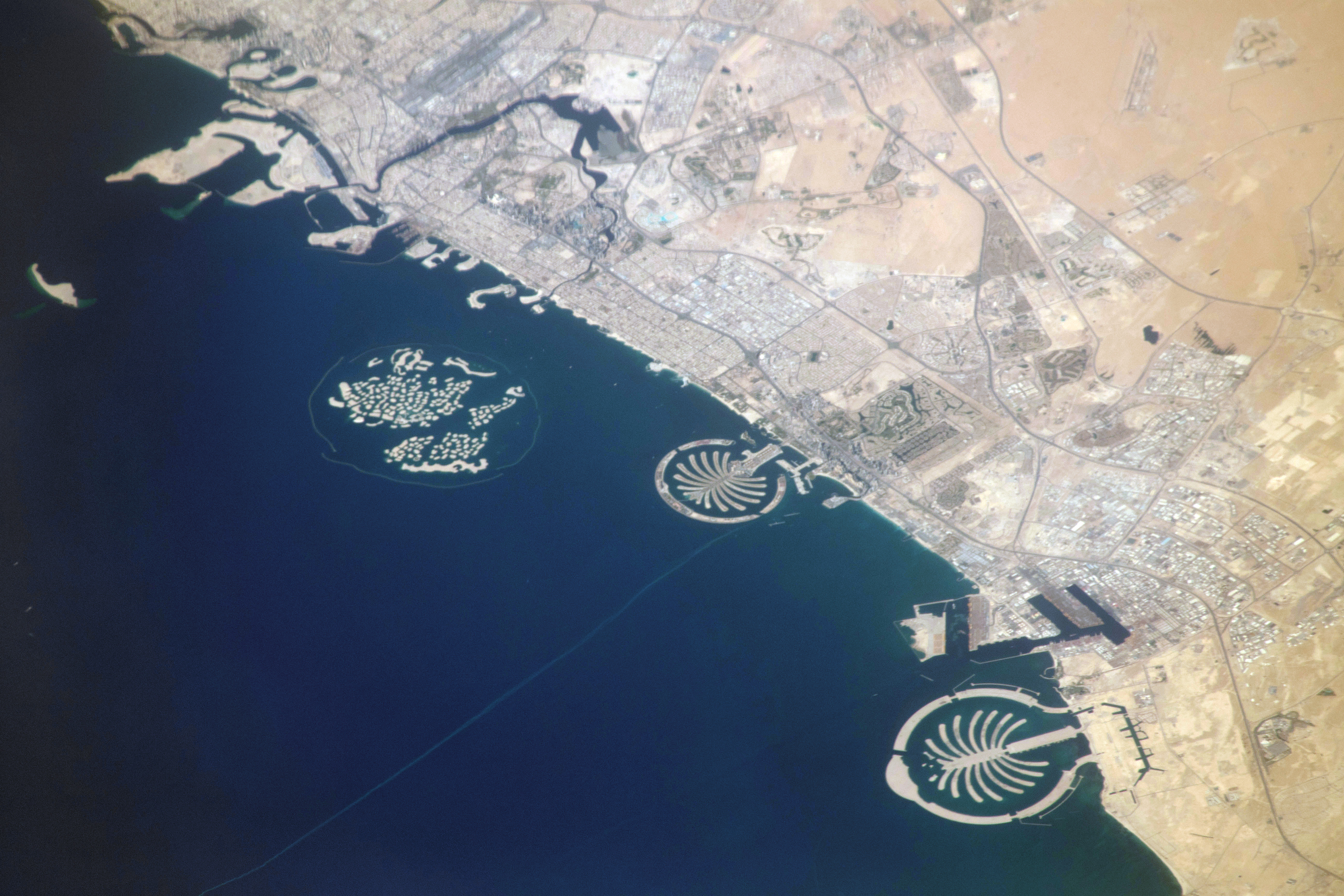
Dubai vista da Estação Espacial Internacional.

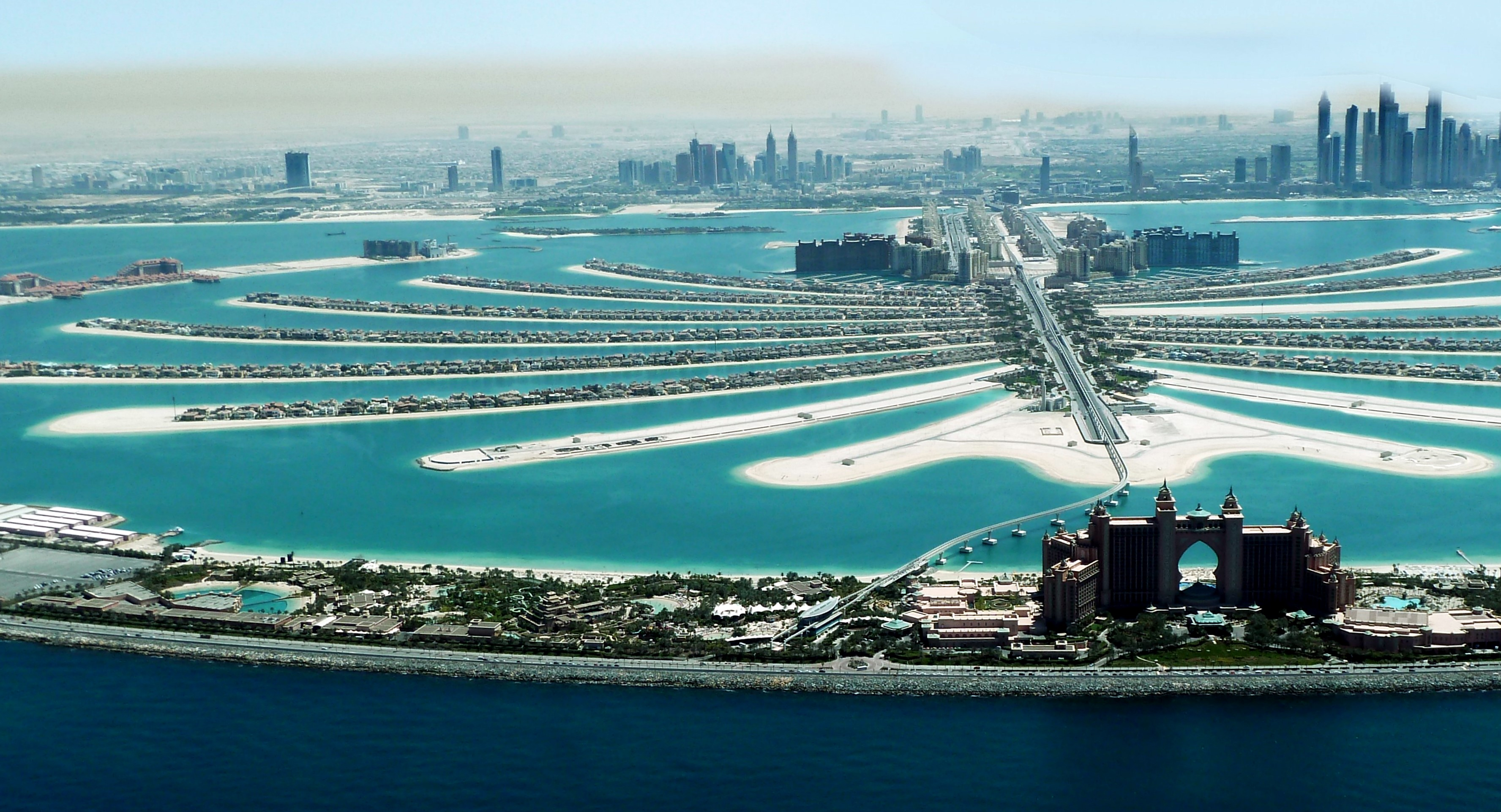
Panorama de Dubai a partir do Golfo Pérsico, com destaque para a Palm Jumeirah e a Dubai Marina.

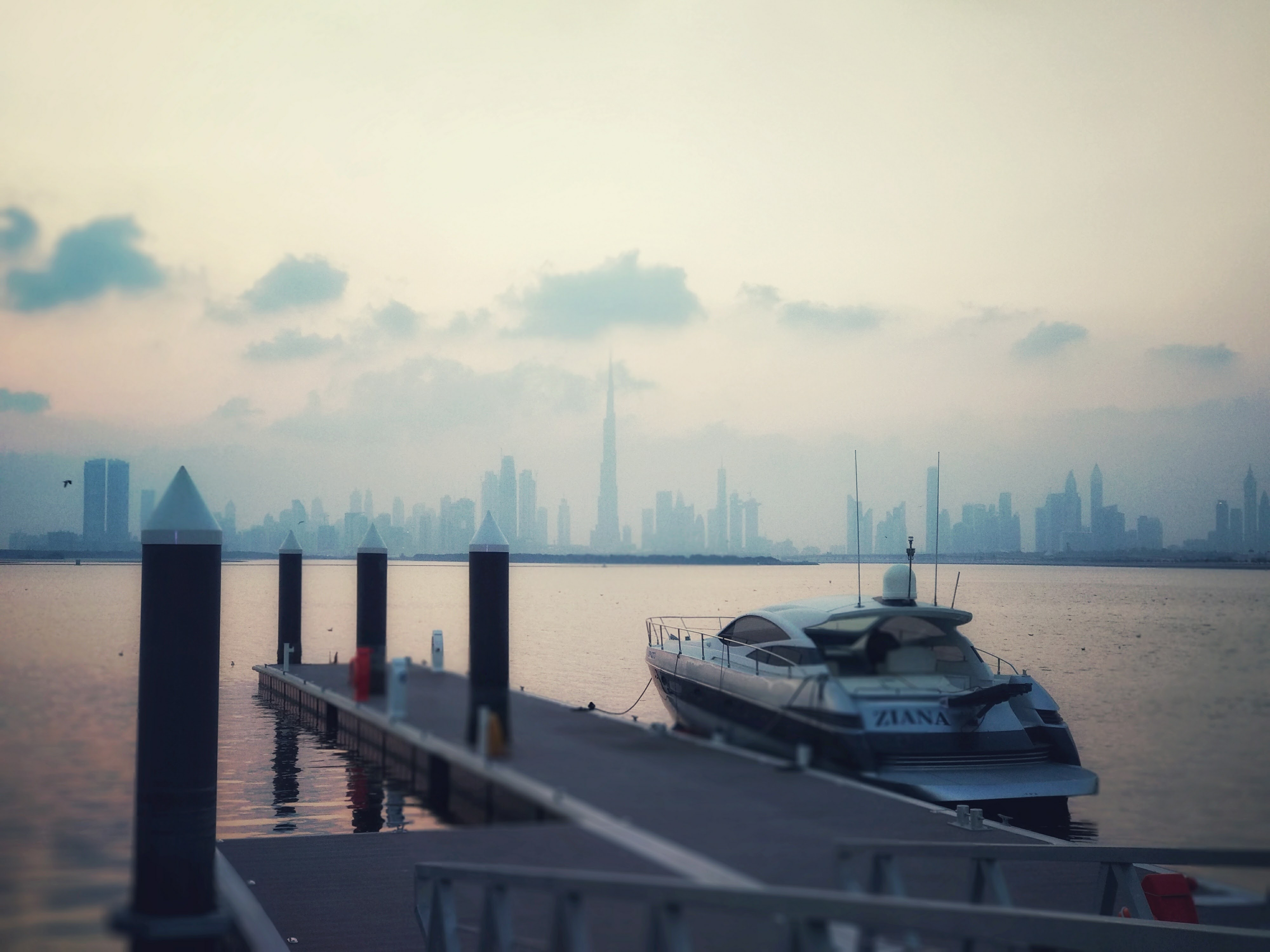
Vista do estuário de Dubai.

Dubai está situada na costa do golfo Pérsico, nos Emirados Árabes Unidos e está praticamente ao nível do mar (16 metros acima). O emirado de Dubai divide suas fronteiras com Abu Dhabi, ao sul, Sharjah, ao nordeste e com o Sultanato de Omã ao sudeste. Hatta, um enclave menor do emirado, é cercado em três lados por Omã e pelos Emirados de Ajman (ao oeste) e Ras Al Khaimah (ao norte). Dubai está posicionada a 25° 16′ 11″ N, 55° 18′ 34″ Le ocupa uma área de 4 114 quilômetros quadrados. O estuário de Dubai está localizado do nordeste ao sudoeste da cidade.

### Topografia
Dubai situa-se dentro do deserto da Arábia. No entanto, a topografia de Dubai é, significativamente, diferente da topografia encontrada na porção sul dos EAU, visto que grande parte da paisagem de Dubai é destacada por padrões de deserto de areia e cascalho, enquanto os desertos dominam grande parte da região sul do país. A areia é composta principalmente de conchas e corais esmagados. Ao leste da cidade, o sal em crosta de planícies costeiras, conhecido como sabkha, dá lugar a uma linha de dunas. Mais ao leste, as dunas são maiores e vermelhas, graças ao óxido de ferro. A areia do deserto dá lugar às Montanhas Ocidentais Hajar, que correm ao lado do Dubai na fronteira com Omã em Hatta. A cadeia Ocidental Hajar tem uma paisagem árida, irregular e quebrada, cujas montanhas chegam a cerca de 1 300 metros em alguns lugares.
Dubai não tem nenhum rio ou oásis natural, no entanto, possui um estuário natural, a Enseada de Dubai, que foi dragada para torná-la suficientemente profunda para que navios de grande porte possam atravessá-la. Um vasto mar de dunas de areia cobre grande parte do sul de Dubai e, mais adiante, leva para o deserto, conhecido como Rub' al-Khali. Sismicamente, Dubai está situada numa zona muito estável - a falha sísmica mais próxima, a Falha Zargos, está a 120 km dos EAU e é improvável que tenha qualquer impacto sísmico em Dubai. Os especialistas também preveem que a possibilidade de um tsunami na região também é mínima, porque as águas do golfo Pérsico não são profundas o suficiente para desencadear um tsunami.

### Biodiversidade
O deserto de areia que rodeiam a cidade suporta gramíneas selvagens e, ocasionalmente, tamareiras. No deserto, jacintos crescem nas planícies sabkha, ao leste da cidade, enquanto as acácias e árvores ghaf crescem nas planícies próximas das Montanhas Ocidentais Al Hajar. Várias árvores autóctones, como as tamareiras e nim, além das árvores importadas, como o eucalipto crescem no parques naturais de Dubai. Abetarda, hiena listradas, caracal, a raposa do deserto, falcão e Órix-da-Arábia são espécies comuns no deserto de Dubai. Dubai está no caminho de migração de aves entre a Europa, Ásia e África, e mais de 320 espécies de aves migratórias passam pelo emirado, na primavera e no outono. As águas de Dubai são o lar de mais de 300 espécies de peixes, incluindo a garoupa.

### Arquipélagos artificiais

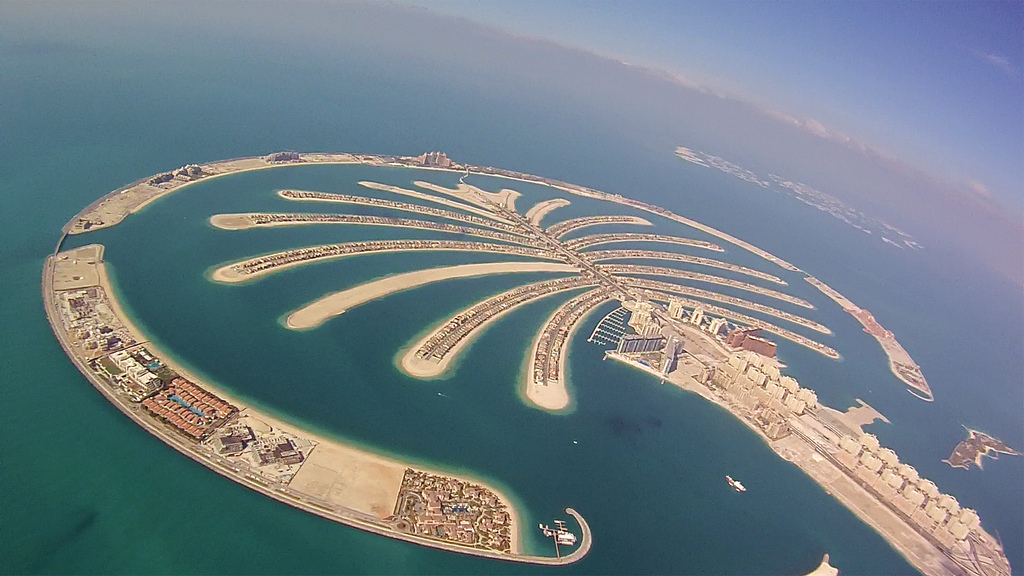
Palm Jumeirah.

Palm Islands são três arquipélagos artificiais no formato de palmeiras. Um audacioso projeto construído pela Al Nakheel Properties, é um grande ponto atrativo da cidade e tem como objetivo aumentar o turismo no Dubai. Mesmo sendo artificial, foram usados apenas matérias naturais (areia e pedras) para a construção do arquipélago, em vez de concreto e aço, mais aconselhados para o tipo de estrutura. Uma segunda ilha artificial com formato de palmeira está em construção, já em estágio avançado. É prevista a construção de uma terceira ilha artificial no formato de palmeira. Em cada braço desta palmeira, estão sendo construídos elegantes hotéis e grandes residências. Moradores podem ter o direito de atracar sua lancha na frente de algumas construções.[carece de fontes?]
O The World é um arquipélago artificial, ainda em construção, que forma o desenho do mapa-múndi. Estas ilhas estão sendo vendidas com valores entre 6,2 a 36,7 milhões de dólares. A maior parte das ilhas já foi comprada por investidores de todo o mundo. Por exemplo, o casal de atores Angelina Jolie e Brad Pitt já comprou a ilha que representa a Etiópia, e um hotel deve ficar com o conjunto formado por várias ilhas que formam o desenho da Europa.[carece de fontes?]

## Demografia
De acordo com o censo realizado pelo Centro de Estatísticas de Dubai, a população do emirado era de 1 422 000 de habitantes em 2006, sendo 1 073 000 homens e 349 000 mulheres.
A região abrange 1287,4 quilômetros quadrados. A densidade populacional é 408,18/km² mais de oito vezes maior do que todo o país. Dubai é a segunda cidade mais cara da região, e 20ª cidade mais cara do mundo.
A idade mediana no emirado foi de cerca de 27 anos. A taxa de natalidade, em de 2005, foi de 13,6%, enquanto a taxa de mortalidade foi de cerca de 1%.

### Composição étnica e línguas
Em 1998, 17% da população do emirado era composta por pessoas nascidas nos EAU. Aproximadamente 85% da população de expatriados (e 71% da população total do emirado) eram asiáticos, principalmente indianos (51%), paquistaneses (15%), bengalis (10%) e outros (10%). Um quarto da população no entanto tem vestígios em suas origens de ancestrais iranianos.
Além disso, 16% da população (ou 288 mil pessoas) vivem em habitações coletivas de trabalho e não foram identificados por etnia ou nacionalidade, apesar de terem sido considerados como asiáticos.
Embora o árabe seja a língua oficial de Dubai, o urdu, o persa, o hindi, o malaiala, o bengali, o tâmil, o tagalo, o chinês e outros idiomas são também falados em Dubai. O inglês é a língua franca da cidade e é muito falada pelos moradores.

### Religiões

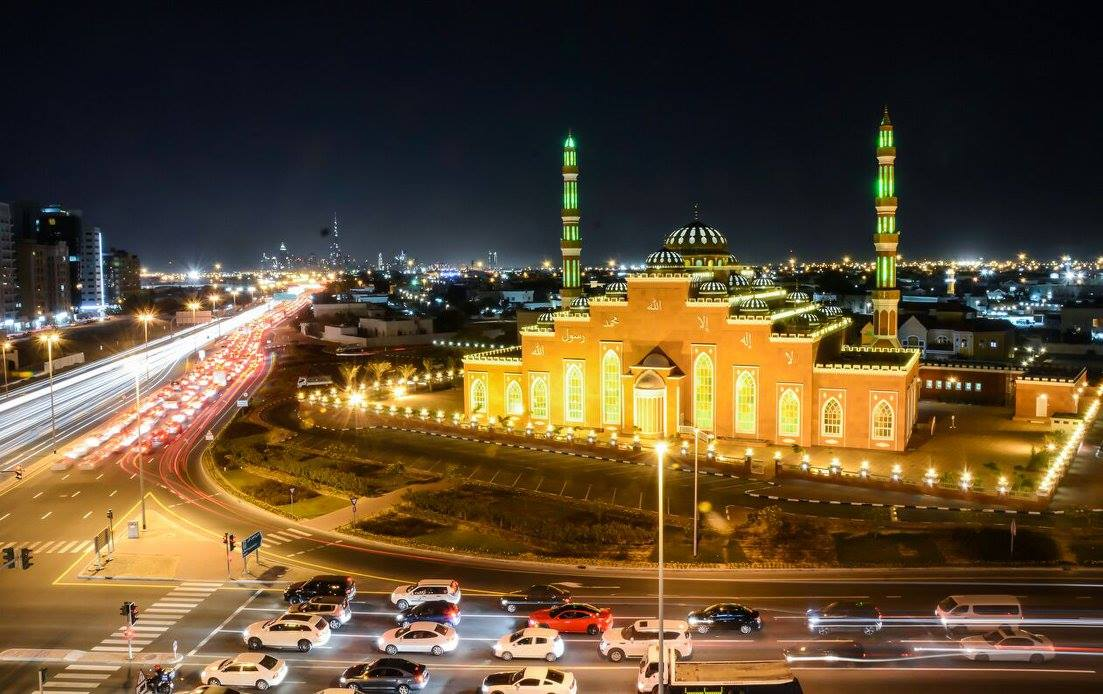
Al Salam Mesquita na região de Al Barsha.

O Artigo 7.º da Constituição Provisória dos EAU declara o Islã como a religião oficial do país. O governo subsidia cerca de 95% das mesquitas e emprega todos os imames, aproximadamente 5% das mesquitas são totalmente privadas, e várias grandes mesquitas recebem grandes doações privadas.
Dubai tem também grandes grupos de cristãos, hindus, sikhs, budistas e outras comunidades religiosas que residem na cidade. Grupos não-muçulmanos podem possuir suas próprias casas de culto, onde eles podem praticar sua religião livremente, solicitando uma concessão de terras e permissão para construir um templo.
Os grupos que não têm os seus próprios edifícios devem utilizar as instalações de outras organizações religiosas ou de culto em casas particulares. Grupos não-muçulmanos estão autorizados a anunciar abertamente funções de grupo, no entanto, proselitismo ou distribuição de literatura religiosa é estritamente proibida, sob pena do procedimento penal, prisão e deportação para se engajar em conduta ofensiva ao Islã.

## Governo e política

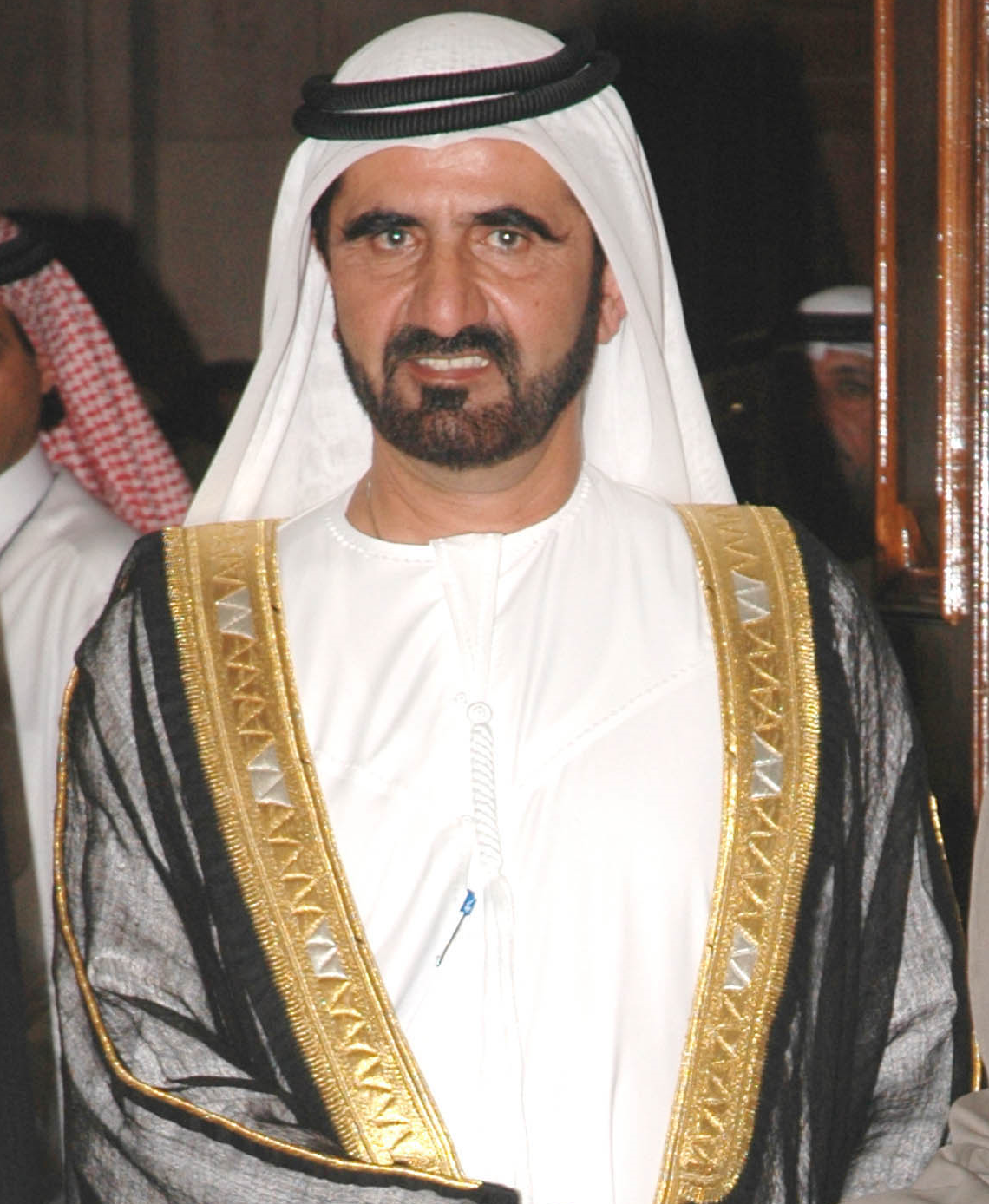
O atual emir de Dubai, Mohammed bin Rashid Al Maktoum.

O emirado de Dubai tem sido governado pela família Al Maktoum desde 1833; o emirado é uma monarquia absoluta sem eleições, exceto pelos poucos milhares de cidadãos de Dubai que participam do colégio eleitoral do Conselho Nacional Federal dos Emirados Árabes Unidos). O atual governante, Mohammed bin Rashid Al Maktoum, é também o vice-presidente e primeiro-ministro do país, além de membro do Conselho Supremo da União (SCU). Dubai nomeia oito membros em períodos de dois mandatos para o Conselho Nacional Federal (FNC), o corpo legislativo federal supremo do país.
A municipalidade de Dubai foi criada em 1954 pelo então governante de Dubai, Rashid bin Saeed Al Maktoum, para fins de planejamento da cidade, serviços aos cidadãos e manutenção de instalações locais. A municipalidade é presidida por Hamdan bin Rashid Al Maktoum, vice-governador de Dubai e dispõe de vários departamentos, como o Departamento de Estradas, o Departamento de Planejamento e Pesquisa, o de Meio Ambiente, de Saúde Pública e o Departamento de Assuntos Financeiros. O governo municipal também é responsável pela infraestrutura de saneamento e esgoto da cidade.

### Direitos humanos

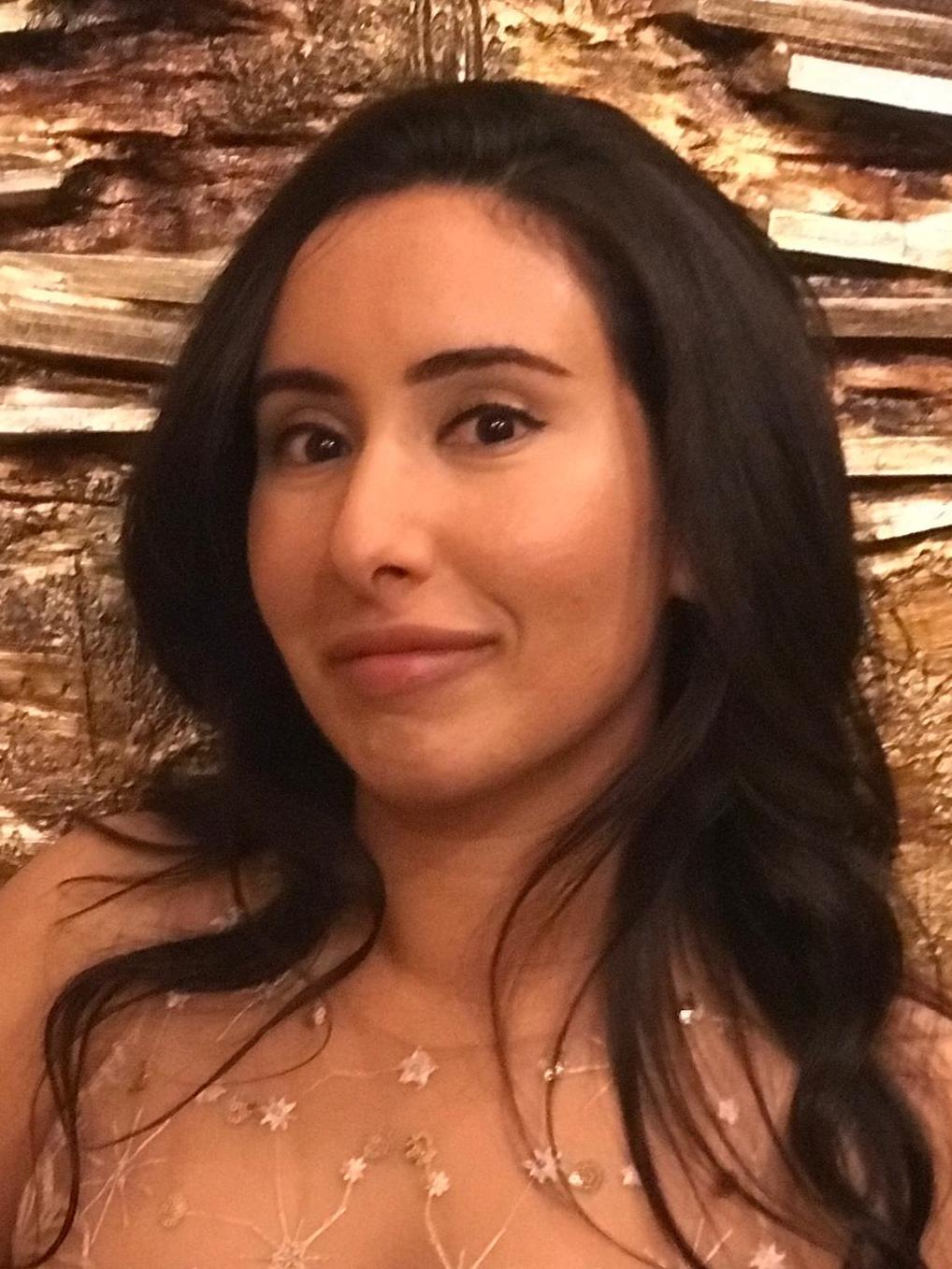
Latifa, a filha do governante de Dubai, fugiu dos EAU até ser capturada no oceano Índico.

Em março de 2013, uma jovem norueguesa que procurou uma delegacia de Dubai para denunciar ter sido vítima de estupro, acabou sendo condenada a 16 meses de prisão por sexo fora do casamento, consumo de bebidas alcoólicas e falso testemunho. A mulher era uma decoradora que estava na cidade por conta de uma viagem a trabalho e foi estuprada após sair com amigos. Ao procurar as autoridades, teve o passaporte e o dinheiro confiscado e quatro dias depois foi processada. O estuprador recebeu uma pena de 13 meses por sexo fora do casamento e consumo de álcool. Nos Emirados Árabes Unidos, como em alguns outros países que utilizam a lei islâmica, a confirmação de estupro pode exigir a confissão ou o testemunho de quatro homens adultos muçulmanos. A sentença foi fortemente criticada pela comunidade internacional.
Em junho de 2019, a princesa Haya Bint al-Hussein, a esposa de 45 anos do governante do Dubai, Sheikh Mohammed bin Rashid Al Maktoum, teria fugido da família real para a Alemanha em busca de asilo político, por razões não reveladas; um caso de divórcio desenrola-se nos tribunais londrinos. Este é o terceiro caso nos últimos anos em que um parente próximo de Mohammed Maktoum tenta escapar à família real. Duas das filhas do Sheikh Mohammed, Latifa bint Mohammed al-Maktoum e Shamsa al-Maktoum, tentaram fugir, tendo a primeira alegado ter sofrido abusos e prisão domiciliária no palácio real. Shamsa teria sido raptada em solo britânico e levada para o Dubai num jato privado.

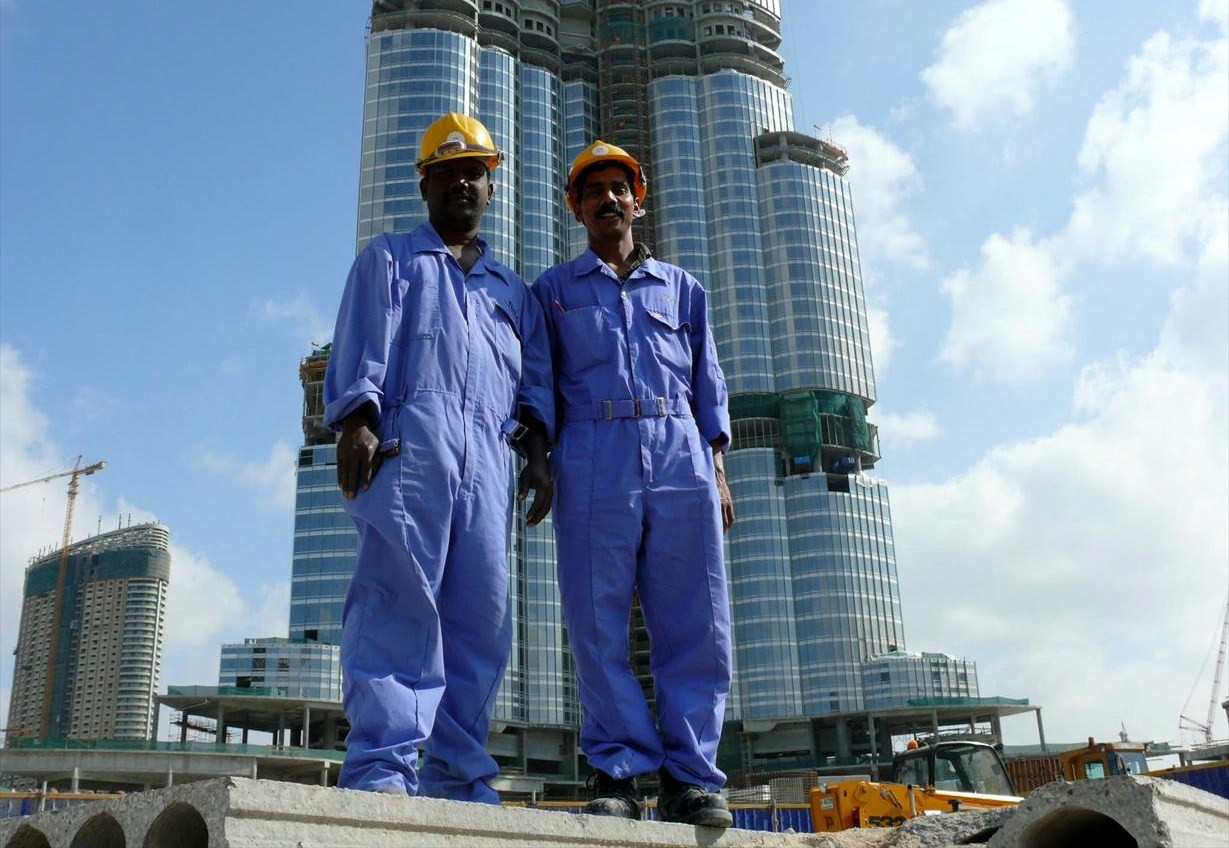
Trabalhadores estrangeiros durante a construção do Burj Khalifa

Muitos dos trabalhadores estrangeiros, vindos em sua maioria da Ásia Meridional, são transformados em servos através de dívidas após sua chegada ao país. A confiscação dos passaportes, embora seja ilegal, ocorre em grande escala, principalmente com trabalhadores não qualificados ou semiqualificados. Operários trabalham muitas vezes sob calor intenso, com temperaturas chegando a atingir entre 40 °C e 50 graus Celsius em agosto. As temperaturas oficiais são censuradas durante os meses de verão, o que é uma prática comum entre todos os países do golfo Pérsico. O péssimo tratamento dos trabalhadores estrangeiros foi objeto dum difícil documentário em 2009, Slaves in Dubai (Escravos no Dubai).
A 21 de Março de 2006, as tensões estalaram no estaleiro de construção do Burj Khalifa, depois que cerca de dois mil e quinhentos trabalhadores se revoltaram contra os baixos salários e as más condições de trabalho, danificando carros, escritórios, computadores e máquinas, causando danos de cerca de 1 milhão de dólares.
Apesar de tentativas terem sido feitas desde 2009 para que uma regra de intervalo de trabalho ao meio-dia seja cumprida, ela é frequentemente desrespeitada pelas autoridades. Os trabalhadores que recebem uma pausa do meio-dia, muitas vezes não têm lugar adequado para descansar e tendem a procurar alívio em ônibus, táxis e jardins. Devido ao rápido desenvolvimento econômico dos Emirados Árabes Unidos, que saiu de uma sociedade tradicional e relativamente homogênea em meados do século XX para um país moderno e multicultural no início do século XXI, o desenvolvimento concomitante de disposições legais e da aplicação prática das leis existentes foi desafiador e, em consequência, problemas existem, principalmente no que diz respeito aos direitos humanos dos moradores que não são nativos e que compõem cerca de 80% da população, como empresas e empregadores que não cumprem leis do trabalho.
A homossexualidade também é ilegal e punível com prisão.

### Aplicação da lei

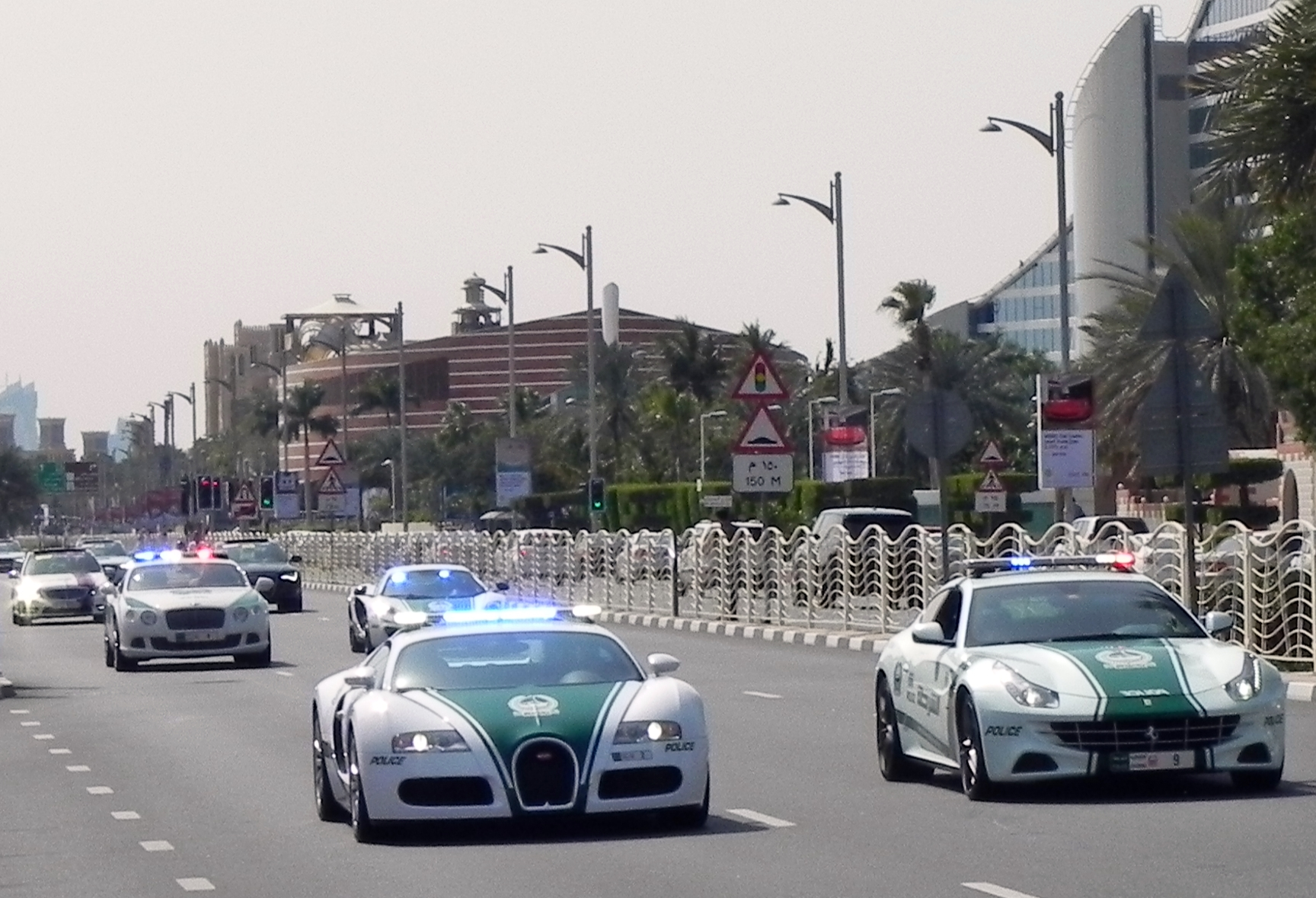
Viaturas de luxo da polícia de Dubai.

A Polícia de Dubai, fundada em 1956 na localidade de Naif, tem a responsabilidade de aplicar a lei sobre o emirado; a força está sob comando direto de Mohammed bin Rashid al Maktoum, o governante de Dubai. Dubai e Ras al Khaimah são os únicos emirados que não são controlados pelo sistema judiciário federal dos Emirados Árabes Unidos.
Os tribunais judiciais do emirado compreendem o Tribunal de Primeira Instância, o Tribunal de Recurso e o Tribunal de Cassação. O Tribunal de Primeira Instância consiste na Vara Cível, que ouve todas as ações cíveis; o Tribunal Penal, ouve reivindicações provenientes de reclamações contra a polícia; e Tribunal da Charia é responsável apenas pelas questões que envolvem muçulmanos. O Tribunal de Cassação é o supremo tribunal do emirado e ouve disputas sobre judiciárias.

### Cidades irmãs
Dubai possui 27 cidades-irmãs:
- São Paulo
- Monterrey
- Paris
- Gold Coast
- Hong Kong
- Guangzhou
- Shanghai
- Frankfurt
- Osaka
- Lisboa
- Gandhinagar
- Kish]
- Tehran
- Beirut
- Barcelona[66]
- Granada, Espanha[67]
- Trípoli
- Vancouver
- Dundee
- Moscou
- Damasco
- Genebra
- Istambul
- Bagdá
- Casablanca
- Busan[68]
- Cidade do Kuwait, Kuwait
- Hyderabad
- Brisbane

## Economia

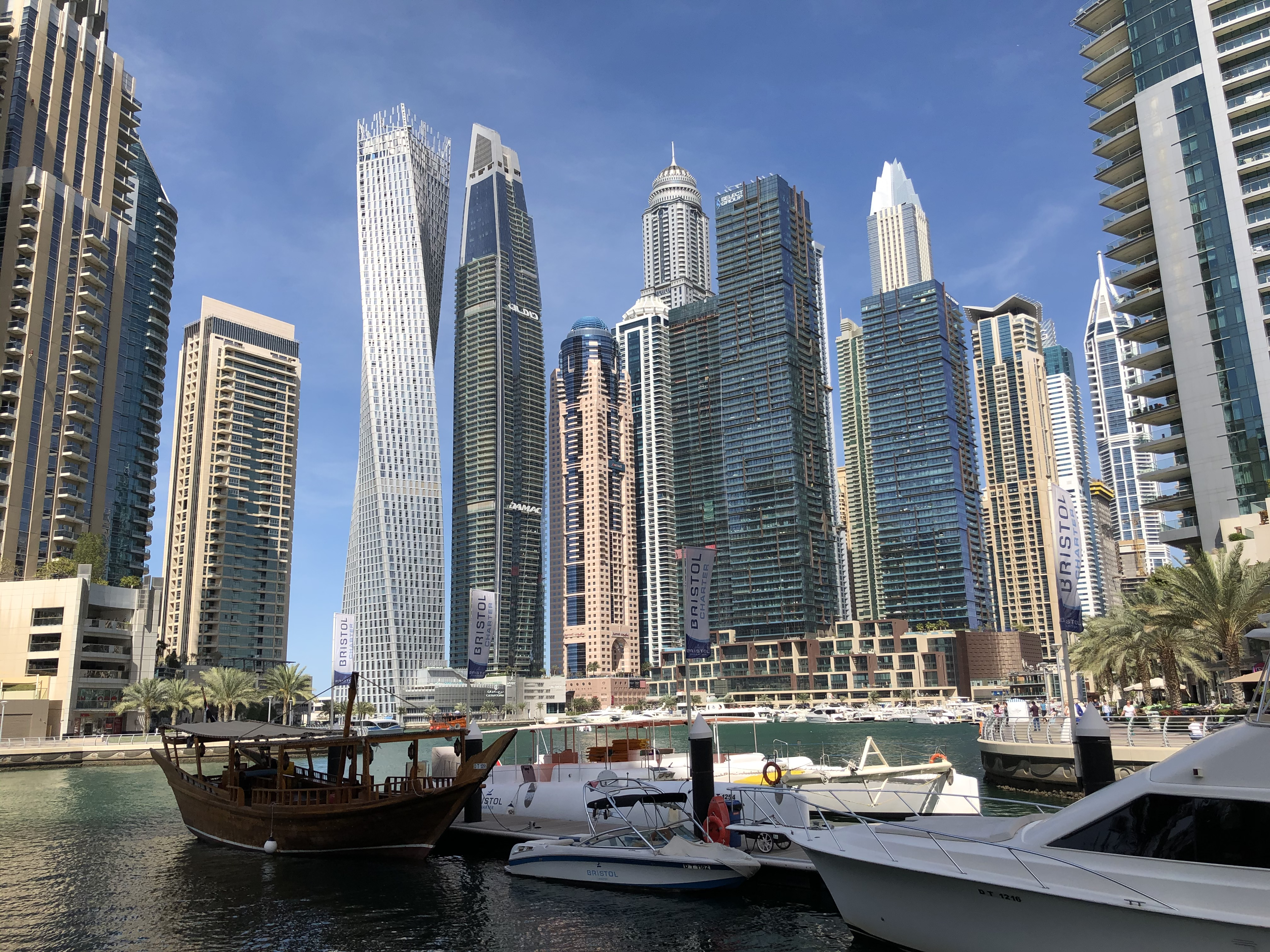
A Dubai Marina, um bairro residencial, a segunda maior marina artificial do planeta.

O Produto Interno Bruto (PIB) de Dubai em 2005 foi 37 bilhões de dólares. Embora a economia de Dubai tenha sido construída através da indústria do petróleo, as receitas de petróleo e gás natural representam atualmente menos de 6% das receitas do emirado. Estima-se que Dubai produz 240 000 barris de petróleo por dia e quantidades substanciais de gás em campos. O emirado possui 2% das reservas de gás dos EAU. As reservas de petróleo de Dubai diminuíram significativamente e estima-se que se esgotarão em 20 anos. Os setores imobiliário e de construção (22,6%), Comércio (16%), entreposto (15%) e de serviços financeiros (11%) são os maiores contribuintes para a economia de Dubai.
Um levantamento da City Mayors classificou Dubai com a 44ª melhor cidade financeira do planeta, enquanto outro relatório da City Mayors indicou que Dubai é a 27ª cidade mais rica do mundo, em termos de paridade do poder de compra (PPC).
Entre os principais destinos de re-exportação de Dubai incluem-se o Irã (790 milhões de dólares), Índia (204 milhões) e Arábia Saudita (194 milhões de dólares). As principais fontes de importação do emirado são Japão (1,5 bilhão de dólares), China (1,4 bilhão) e os Estados Unidos (1,4 bilhão).
Historicamente, Dubai e o seu irmão gêmeo, Deira (independente da cidade de Dubai na época), tornaram-se importantes portos de escala para os fabricantes ocidentais. A maioria dos novos bancos e centros financeiros da cidade estão localizados na área portuária. Dubai manteve a sua importância como uma rota de comércio nos anos 1970 e 1980. Dubai possui livre-cambismo em ouro e até a década de 1990, foi um importante centro de "comércio de contrabando ativo" de lingotes de ouro a Índia, onde a importação de ouro era restrita.
O Porto Jebel Ali de Dubai, construído na década de 1970, é o maior porto artificial do mundo e estava em oitavo lugar a nível mundial no volume de tráfego de containers. Dubai também está se desenvolvendo como como um centro para indústrias de serviços, como a TI e finanças, com a criação de zonas francas específicas em toda a cidade. A Dubai Internet City, combinada com a Dubai Media City, como parte de TECOM (Dubai Technology, Electronic Commerce and Media Free Zone Authority) é um enclave, como TI, cujos membros incluem empresas como a EMC Corporation, Oracle Corporation, Microsoft e IBM, e as organizações de mídia como o MBC, CNN, BBC, Reuters, Sky News e AP. A Bolsa de Valores de Dubai foi criada em março de 2000 como um mercado secundário para negociação de títulos e obrigações, tanto locais como estrangeiros. No quarto trimestre de 2006, o seu volume de negócios situou-se em cerca de 400 bilhões de ações, valor de 95 bilhões de dólares no total. A DFM tinha uma capitalização bolsista de cerca de 87 bilhões de dólares.

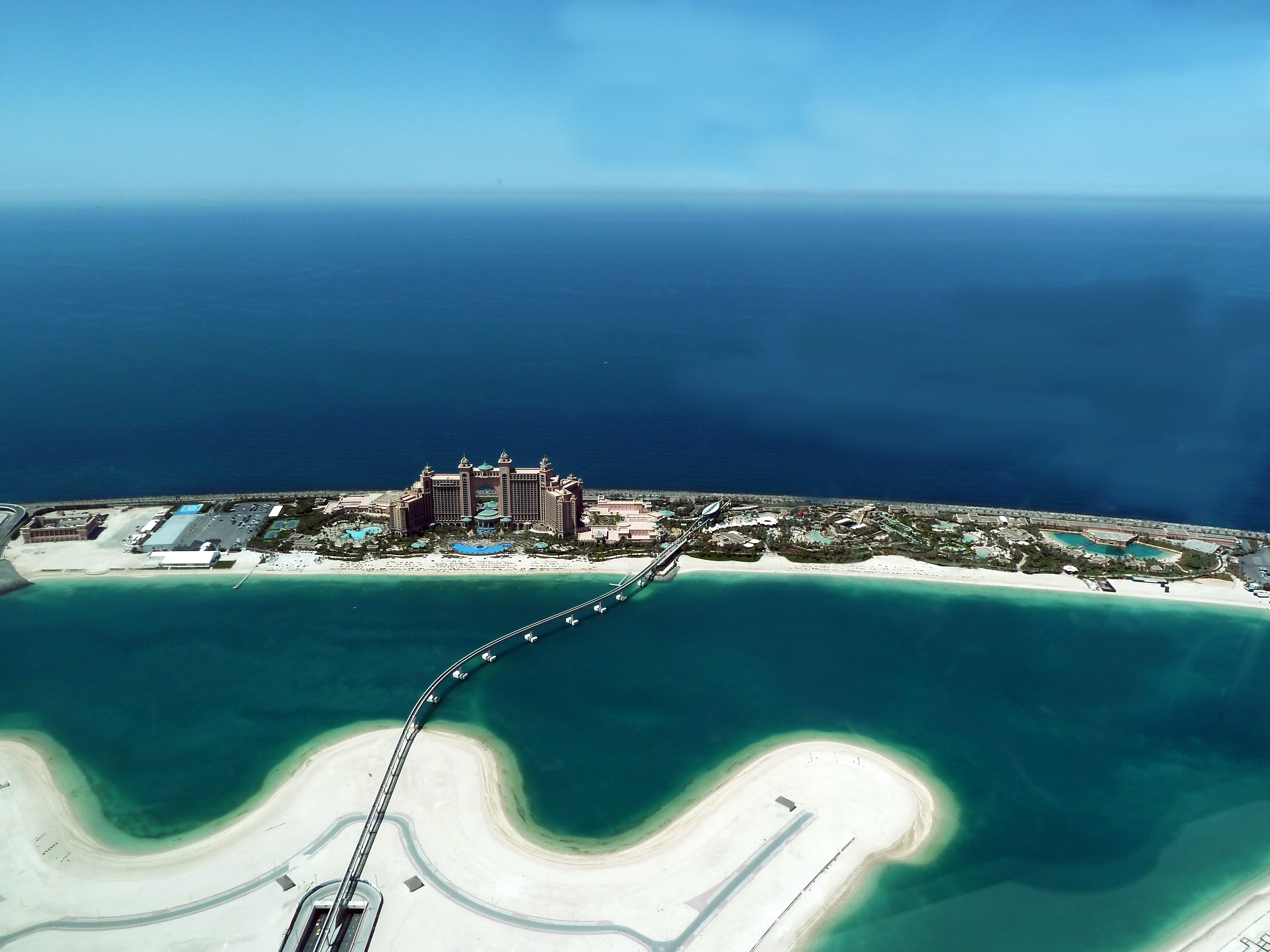
Atlantis Hotel em Palm Jumeirah.

A decisão do governo de sair de uma economia baseada no comércio, mas dependente do petróleo, para uma baseada nos serviços e orientada para o turismo tornou o setor imobiliário mais valioso, resultando no apreço de propriedade no período 2004-2006. A avaliação de longo prazo do mercado de propriedades de Dubai, porém, mostrou depreciação; algumas propriedades perderam 64% do seu valor de 2001 a novembro de 2008. A grande escala de projetos de desenvolvimento imobiliário levaram à construção de alguns dos mais altos arranha-céus e inovadores projetos do mundo, como o Burj Khalifa, o Emirates Towers, o Palm Islands e o mais caro e segundo mais alto hotel, o Burj Al Arab.
O mercado imobiliário de Dubai tem experimentado uma grande recessão entre 2008/2009, como resultado do clima de abrandamento econômico. O conselho do xeque Mohammed al Abbar, disse à imprensa internacional em dezembro de 2008, que tinha créditos de Emaar 70 bilhões de dólares. O Estado de Dubai possuía 10 bilhões de dólares adicionais, mantendo cerca de 350 bilhões em ativos imobiliários. Ao início de 2009, a situação piorou com a crise econômica mundial, tendo um pedágio pesado em valores imobiliários, construção e emprego. Em fevereiro de 2009 a dívida externa de Dubai foi estimada em aproximadamente 100 bilhões de dólares, deixando a cada 250 000 cidadãos do emirado responsável por 400 mil dólares em dívida externa.

## Infraestrutura

### Transportes

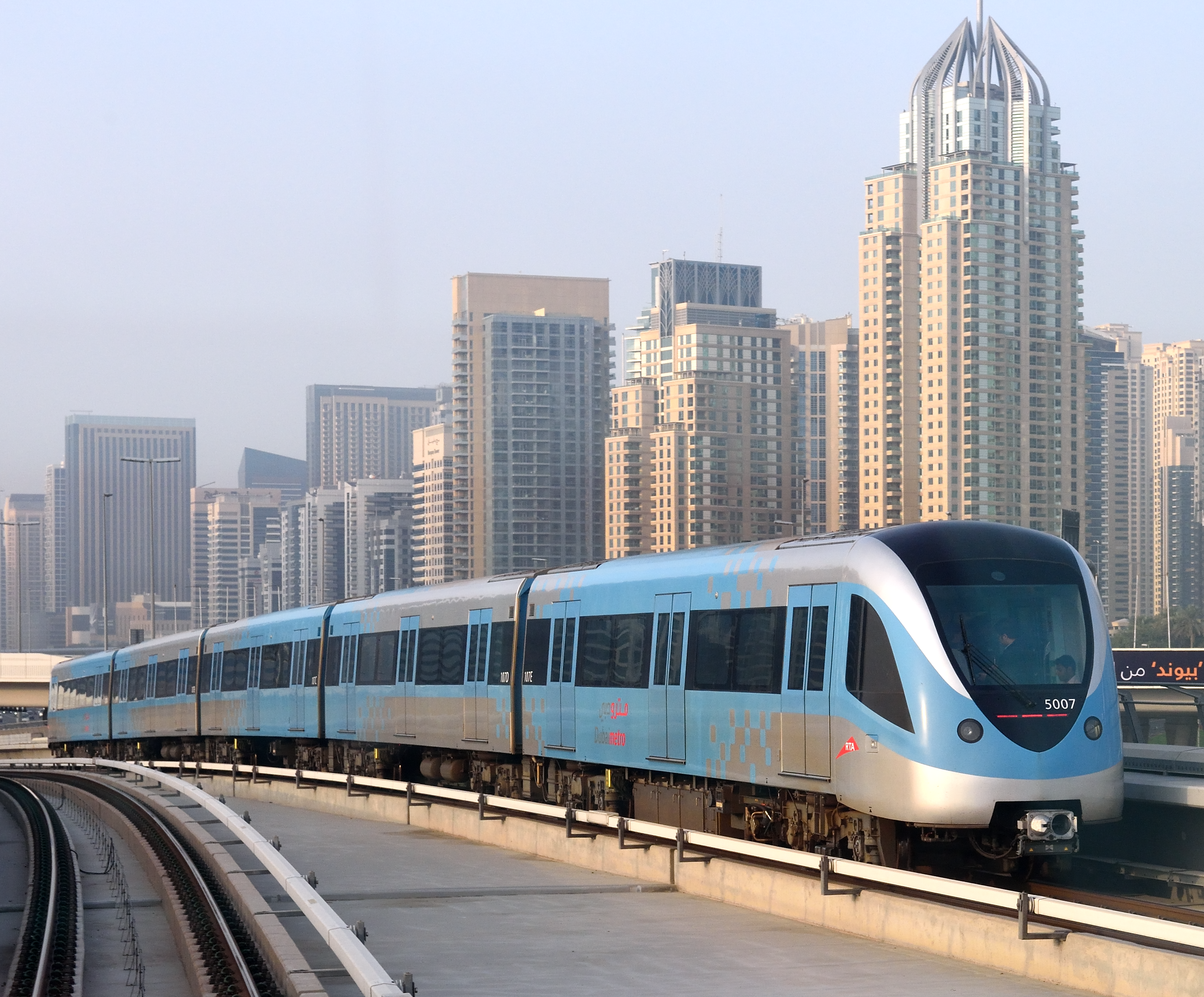
O Metrô de Dubai no dia de sua inauguração.

O transporte em Dubai é controlado pela Autoridade de Estradas e Transportes. A rede de transporte pública enfrenta enormes congestionamentos e problemas de confiabilidade que um grande programa de investimento está tentando resolver, incluindo mais de 70 bilhões de dólares em melhorias previstas para a conclusão, até 2020, quando a população da cidade está projetada para exceder 3,5 milhões de habitantes.
O Aeroporto Internacional de Dubai (IATA: DXB), o hub da companhia aérea Emirates Airlines, dos serviços da cidade de Dubai e outros emirados do país. O Aeroporto Internacional de Dubai serviu um total de mais de 37 milhões de passageiros e movimentou mais de 1,8 milhões de toneladas de carga em 2008. Em 2008, o Aeroporto Internacional de Dubai foi o 20º aeroporto mais movimentado do mundo, com mais de 35 milhões de passageiros internacionais, e o 6º aeroporto internacional mais movimentado do mundo, em termos de tráfego internacional de passageiros. Além de ser um importante centro do tráfego de passageiros, o aeroporto é um dos mais movimentados de carga do mundo. A manipulação de 1,824 milhões de toneladas de carga, em 2008, tornou o aeroporto o 11º mais movimentado do mundo, um aumento de 9,4% em relação a 2007. A Emirates Airlines é a companhia aérea nacional de Dubai, e opera internacionalmente para 101 destinos em 61 países em 6 continentes.

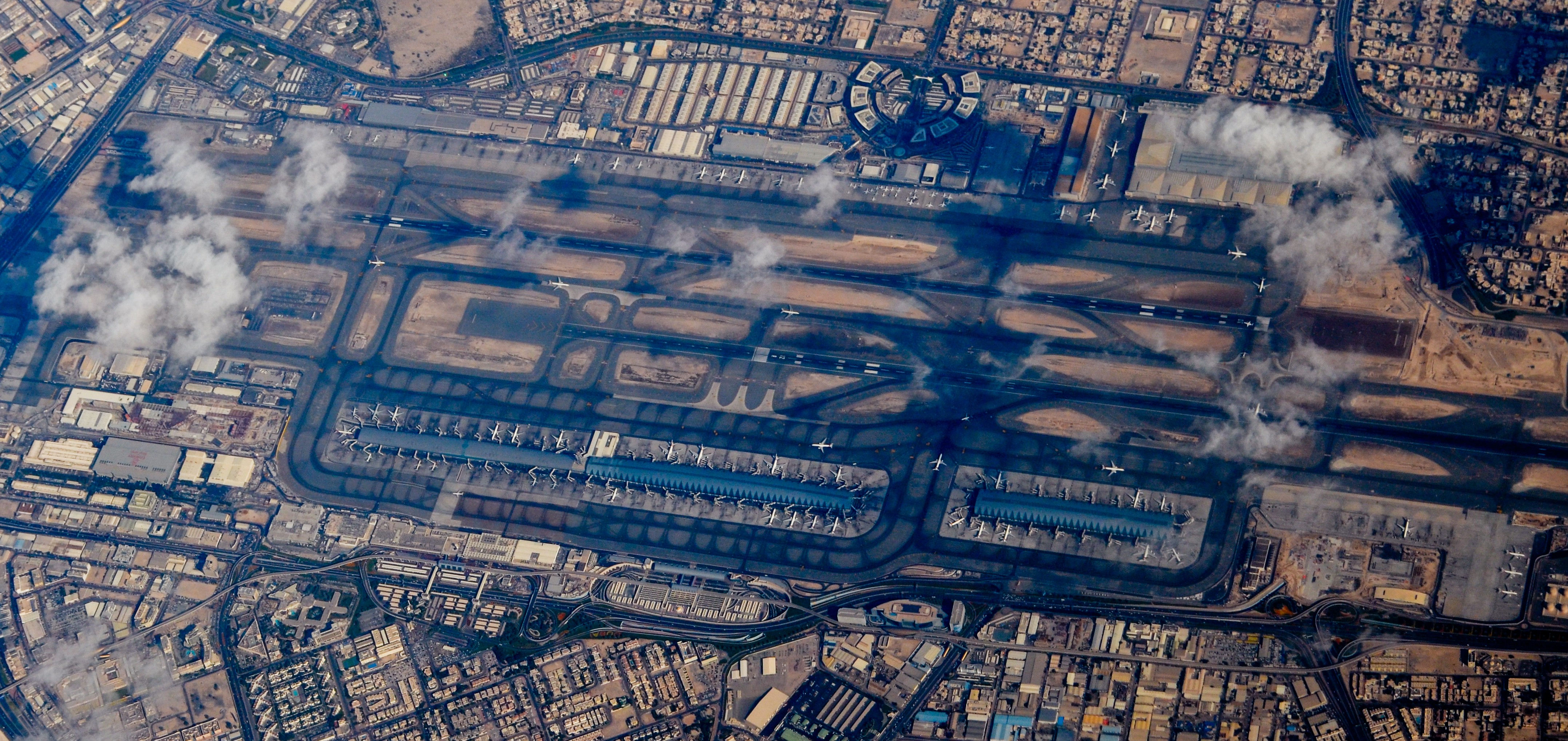
Aeroporto Internacional de Dubai.

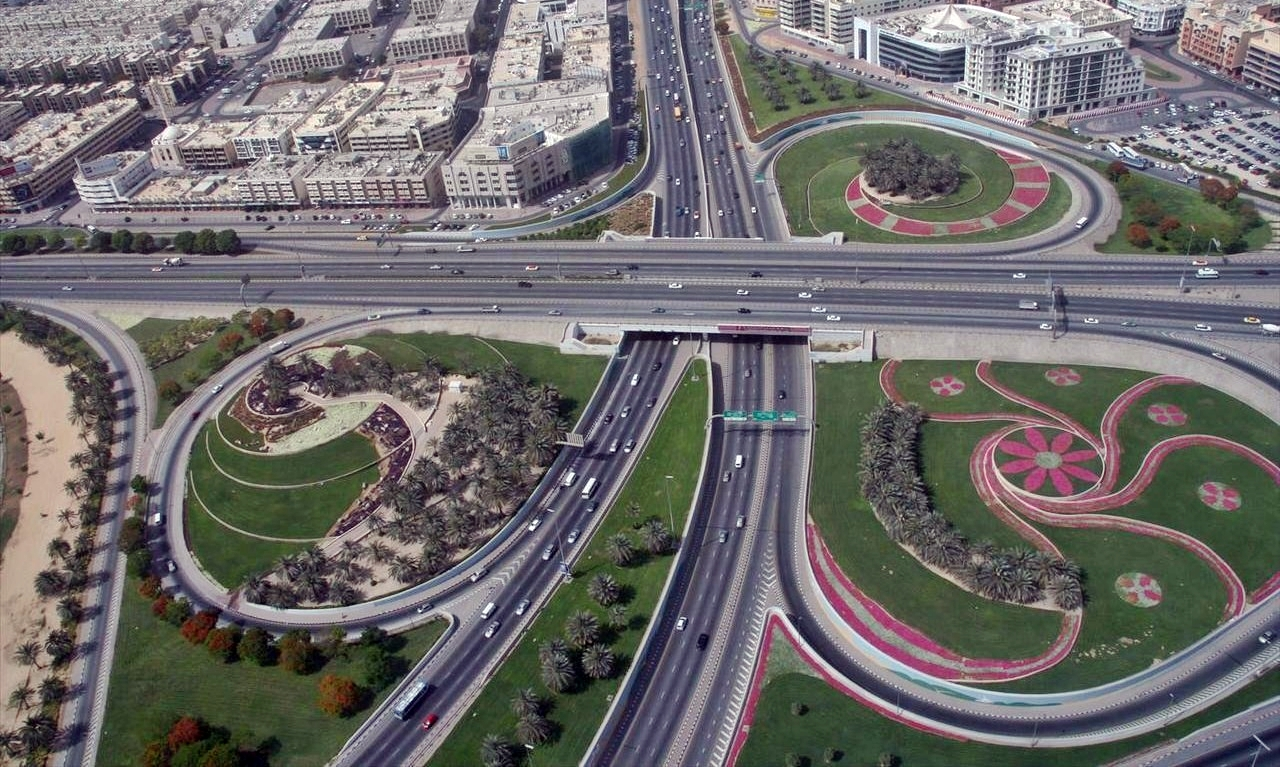
Imagem aérea de um trevo rodoviário em Dubai.

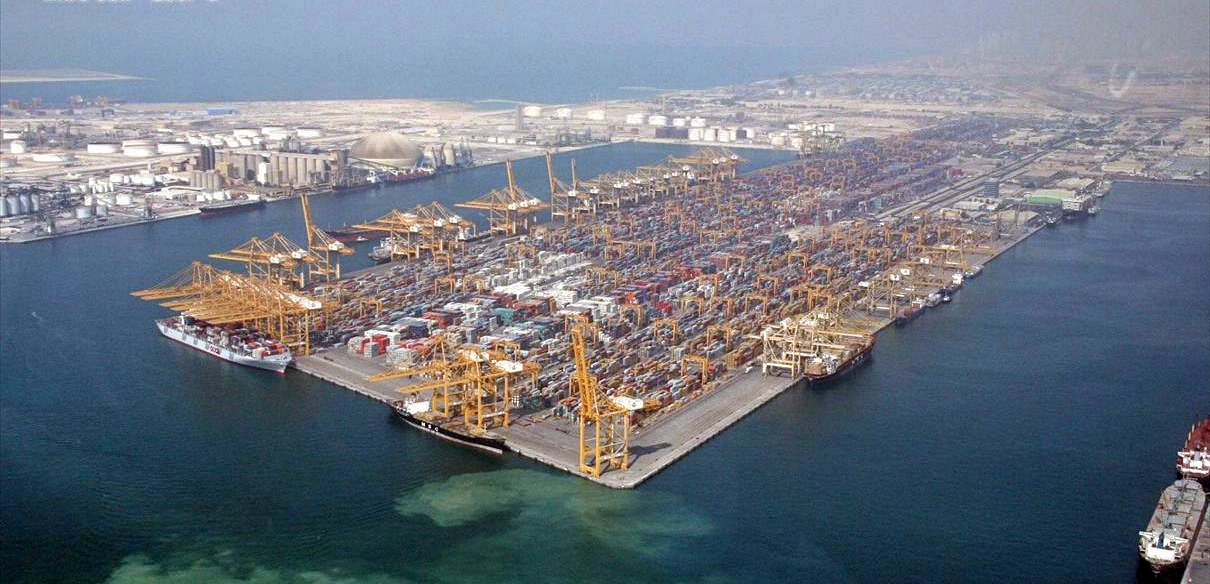
Porto de Jebel Ali.

O desenvolvimento do Aeroporto Internacional Al Maktoum, atualmente em construção, em Jebel Ali, foi anunciado em 2004. A primeira fase está prevista para ser concluída em 2010, e uma vez em funcionamento o novo aeroporto vai acolher companhias aéreas estrangeiras e de outros emirados com um terminal exclusivo para eles.
A Administração Pública Sistema de Transportes em Dubai é gerida pela Autoridade de Estradas e Transporte (AET). O sistema de barramento de serviços possui 140 rotas e transportou cerca de 109,5 milhões de pessoas em 2008. No final de 2010, vai haver 2 100 ônibus em serviço em toda a cidade. A Autoridade de Estradas e Transporte anunciou a construção de 500 pontos de ônibus com ar-condicionado (C/A) e tem plano para 1 000 a mais em todo o emirado em uma movimentação para incentivar a utilização de ônibus públicos.
O projeto de 3,89 bilhões de dólares do Metrô de Dubai está em construção para o emirado. O sistema de metrô entrou parcialmente em operação em setembro de 2009 e deverá estar plenamente operacional em 2012. O metrô será constituído por quatro linhas: a Linha Verde do Al Rashidiya para o centro principal da cidade e a Linha Vermelha a partir do aeroporto de Jebel Ali. Ele também tem uma linha azul e uma linha roxa. O metrô de Dubai (Linhas Verde e Azul) terá 70 km de trilhos e 43 estações, 37 acima do solo e 10 no subsolo. O metrô de Dubai é a primeira rede de comboios urbanos da Península Arábica. Todos os trens e estações possuem ar-condicionado com portas na extremidade da plataforma para tornar isso possível.
O monotrilho em Palm Jumeirah foi inaugurado em 2009. É o primeiro monotrilho a ser construído na região. Dois carros elétricos são esperados para serem construídos em Dubai em 2011. O primeiro é o Downtown Burj Dubai Tram System e o segundo é o Al Sufouh Tram. O Downtown Burj Dubai Tram System terá 4,6 km e foi planejado para atender a área ao redor do Burj Dubai, o segundo será executado ao longo de 14,5 quilômetros pela Sheikh Zayed Road em Dubai Marina para o Burj Al Arab e o Mall of the Emirates.
Um dos métodos mais tradicionais de transporte entre Bur Dubai e Deira é através de abras, pequenos barcos que os passageiros usam para atravessar o estuário de Dubai, entre as estações abra em Bastakiya e Baniyas Road. Existem dois principais portos comerciais em Dubai, o Porto Rashid e o Porto Jebel Ali. O Porto de Jebel Ali é o 7º porto mais movimentado do mundo. Jebel Ali é o maior porto do mundo feito pelo homem e o maior do Oriente Médio.
O governo tem investido fortemente na infraestrutura rodoviária de Dubai, embora este investimento não tenha acompanhado o aumento do número de veículos. Isso, juntamente com o fenômeno do tráfego induzido, tem levado a crescentes problemas de congestionamento. Dubai tem também um extenso sistema de táxi, de longe o meio de transporte público mais utilizado no emirado. Há tanto empresas públicas e privadas de táxi. Existem cerca de 7 500 táxis que operando no emirado.

### Educação

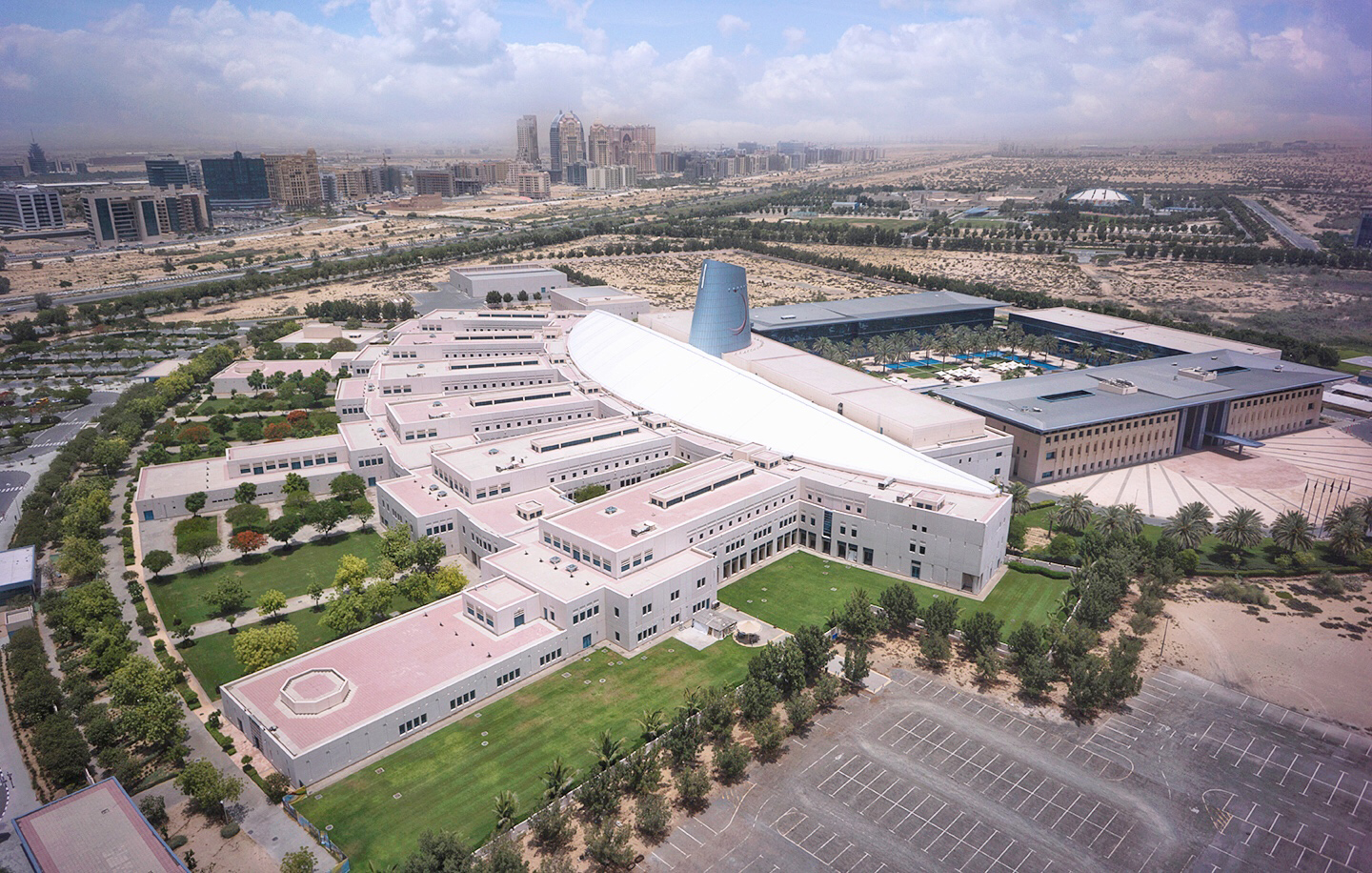
Campus da Universidade de Zayed

O sistema escolar de Dubai segue o dos Emirados Árabes Unidos. Em 2009, havia 79 escolas públicas administradas pelo Ministério da Educação que atendiam emiradenses e expatriados árabes, bem como 207 escolas particulares. O meio de instrução nas escolas públicas é o árabe, com ênfase no inglês como segunda língua, enquanto a maioria das escolas particulares usa o inglês como meio de instrução. A maioria das escolas particulares atende a uma ou mais comunidades de expatriados.
Dubai tem um regulador educacional muito ativo, o KHDA, que é mais conhecido por suas avaliações escolares, mas na verdade tem um amplo mandato quando se trata de melhoria escolar no emirado. Suas fiscalizações realmente importam e não há dúvida de que a qualidade das escolas melhorou com sua implantação. Um total de 17 escolas foram classificadas como "excelentes" (2020) e outras 40 foram classificadas como "muito boas". Em geral, os pais dão alta importância às escolas. Entre as universidades mais conhecidas na cidade está a Universidade Americana de Dubai, é uma das seis universidades dos Emirados Árabes Unidos apresentadas no QS World University Rankings de 2014/2015.

### Saúde

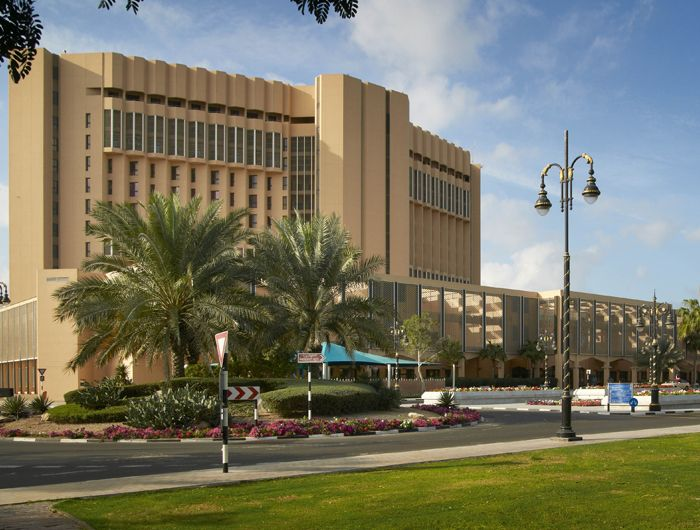
Hospital Dubai

A saúde em Dubai pode ser dividida em dois setores diferentes: público e privado. Cada emirado pode ditar os padrões de saúde de acordo com suas leis internas, embora os padrões e regulamentos raramente tenham diferenças extremas. Os hospitais públicos em Dubai foram construídos pela primeira vez no final da década de 1950 e continuaram a crescer com iniciativas de saúde pública.
Existem agora 28 hospitais em Dubai, seis públicos e 22 privados, com mais três hospitais principais programados para serem construídos até 2025.
No final de 2012, havia também um total de 1 348 clínicas médicas, 97% das quais são operadas de forma privada. Em 2015, Dubai implementou um seguro de saúde obrigatório para todos os habitantes, levando a um aumento da demanda por serviços médicos.

## Cultura

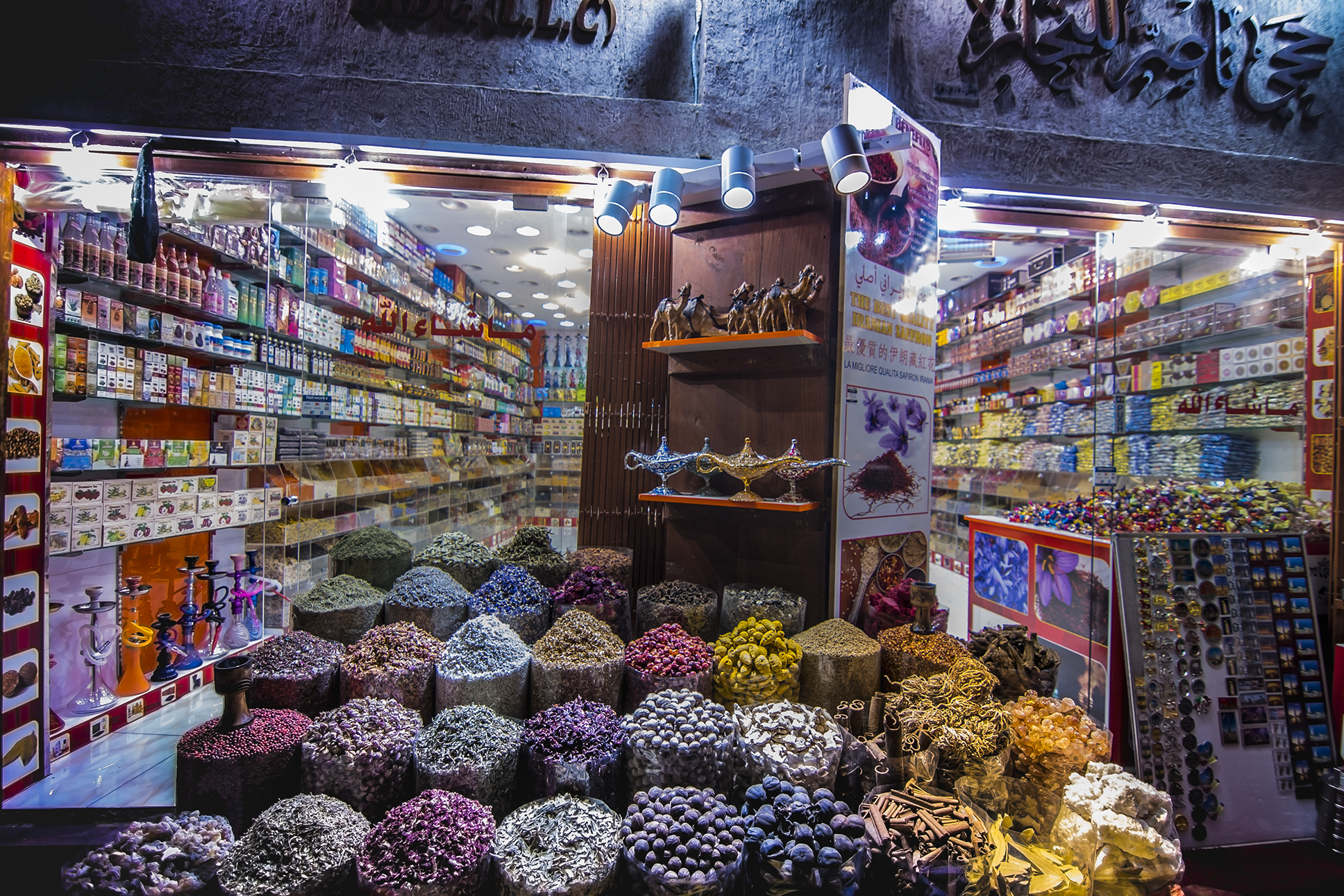
Mercado de especiarias em Dubai

A cultura dos Emirados Árabes Unidos gira principalmente em torno da cultura árabe tradicional. A influência da cultura árabe e islâmica em sua arquitetura, música, vestimenta, culinária e estilo de vida também é muito proeminente. Cinco vezes por dia, os muçulmanos são chamados para orar nos minaretes das mesquitas espalhadas por todo o país. Desde 2006, o fim de semana tem sido sexta-feira e sábado, como um compromisso entre a santidade de sexta-feira para os muçulmanos e o fim de semana ocidental de sábado e domingo.
Devido à abordagem turística de muitos moradores da cidade no setor empresarial e ao alto padrão de vida, a cultura de Dubai gradualmente evoluiu para uma cultura de luxo, opulência e extravagância, com grande consideração ao lazer. Eventos anuais de entretenimento como o Dubai Shopping Festival (DSF) e Dubai Summer Surprises (DSS) atraem mais de 4 milhões de visitantes de toda a região e geram receitas superiores a $ 2,7 bilhões.
A marca cultural da cidade como uma pequena comunidade de pérolas etnicamente homogênea foi mudada com a chegada de outros grupos étnicos e nacionais - primeiro pelos iranianos no início dos anos 1900 e depois pelos indianos e paquistaneses nos anos 1960. Em 2005, 84% da população da área metropolitana de Dubai era estrangeira, cerca de metade deles da Índia.
Os principais feriados em Dubai incluem o Eid al-Fitr, que marca o fim do Ramadã, e o Dia Nacional (2 de dezembro), que marca a formação dos Emirados Árabes Unidos.

### Conservadorismo

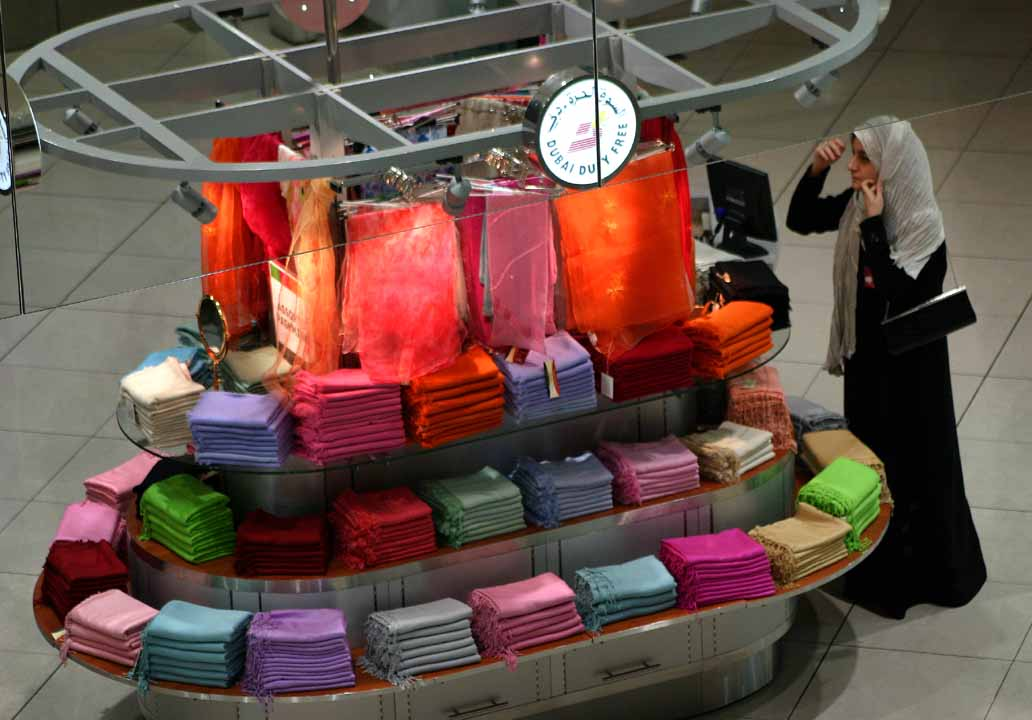
Uma mulher durante compras em Dubai

Beijar em público é estritamente ilegal e pode resultar em expulsão. Os não-muçulmanos estão autorizados a consumir álcool em locais licenciados, geralmente dentro de hotéis ou em casa, desde que tenham a posse de uma licença. Restaurantes fora de hotéis em Dubai normalmente não estão autorizados a vender bebidas alcoólicas.
O código de vestuário islâmico não é obrigatório, mas vestir "roupas indecentes" ou que revelem muita pele é algo proibido e que são codificados pelo direito penal local. Por exemplo, cartazes e folhetos em shoppings de Dubai informam os visitantes sobre o código oficial de vestuário. Os ombros e os joelhos de devem ser cobertos e regatas e bermudas são desencorajados.

### Entretenimento

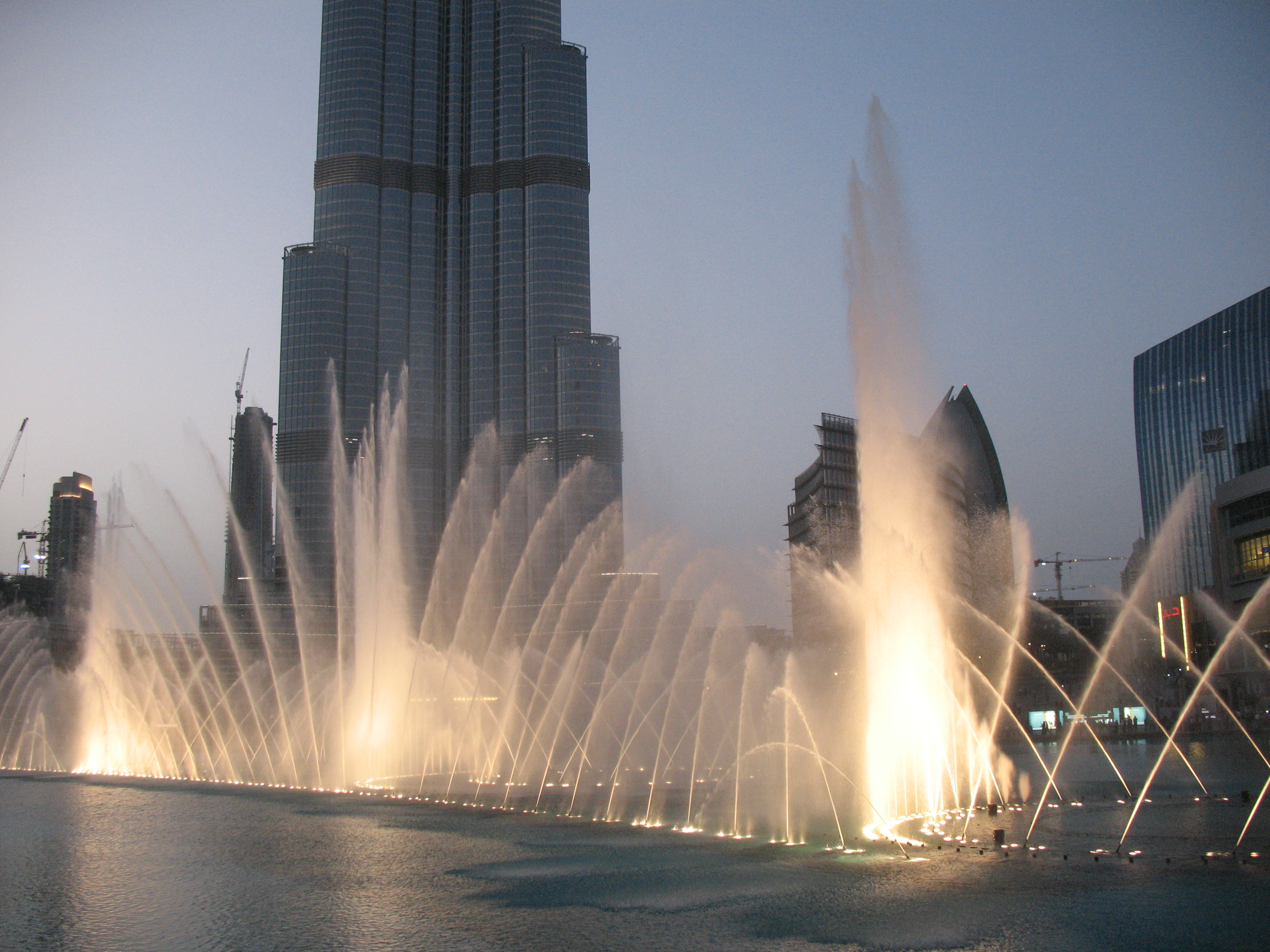
Fonte do Downtown Dubai, com a base do Burj Khalifa ao fundo, vista do Dubai Mall

Dubai é conhecida por sua vida noturna. Clubes e bares são encontrados principalmente em hotéis por causa das leis sobre bebidas alcoólicas. Em 2007, o New York Times descreveu Dubai como "o tipo de cidade onde você pode encontrar Michael Jordan no Buddha Bar ou topar com Naomi Campbell comemorando seu aniversário com uma festa de vários dias".
A Ópera de Dubai abriu suas portas em 31 de agosto de 2016 no centro de Dubai com uma apresentação de Plácido Domingo. O local é um centro multifuncional de artes cênicas com capacidade para duas mil pessoas, capaz de receber não apenas espetáculos teatrais, concertos e óperas, mas também casamentos, jantares de gala, banquetes e conferências.
Os filmes árabes são populares em Dubai e nos Emirados Árabes Unidos. Desde 2004, a cidade sedia anualmente o Festival Internacional de Cinema de Dubai, que serve como uma vitrine para o talento do cinema árabe e do Oriente Médio.
Um dos lados menos conhecidos de Dubai é a importância de sua jovem cena de galerias de arte contemporânea. Desde 2008, as principais galerias de arte contemporânea, como Carbon 12 Dubai, Green Art, a galeria Isabelle van den Eynde e The Third Line trouxeram a cidade para o mapa da arte internacional. Art Dubai, a crescente e respeitável feira de arte da região, é também uma importante contribuidora para o desenvolvimento da cena da arte contemporânea.

### Esportes

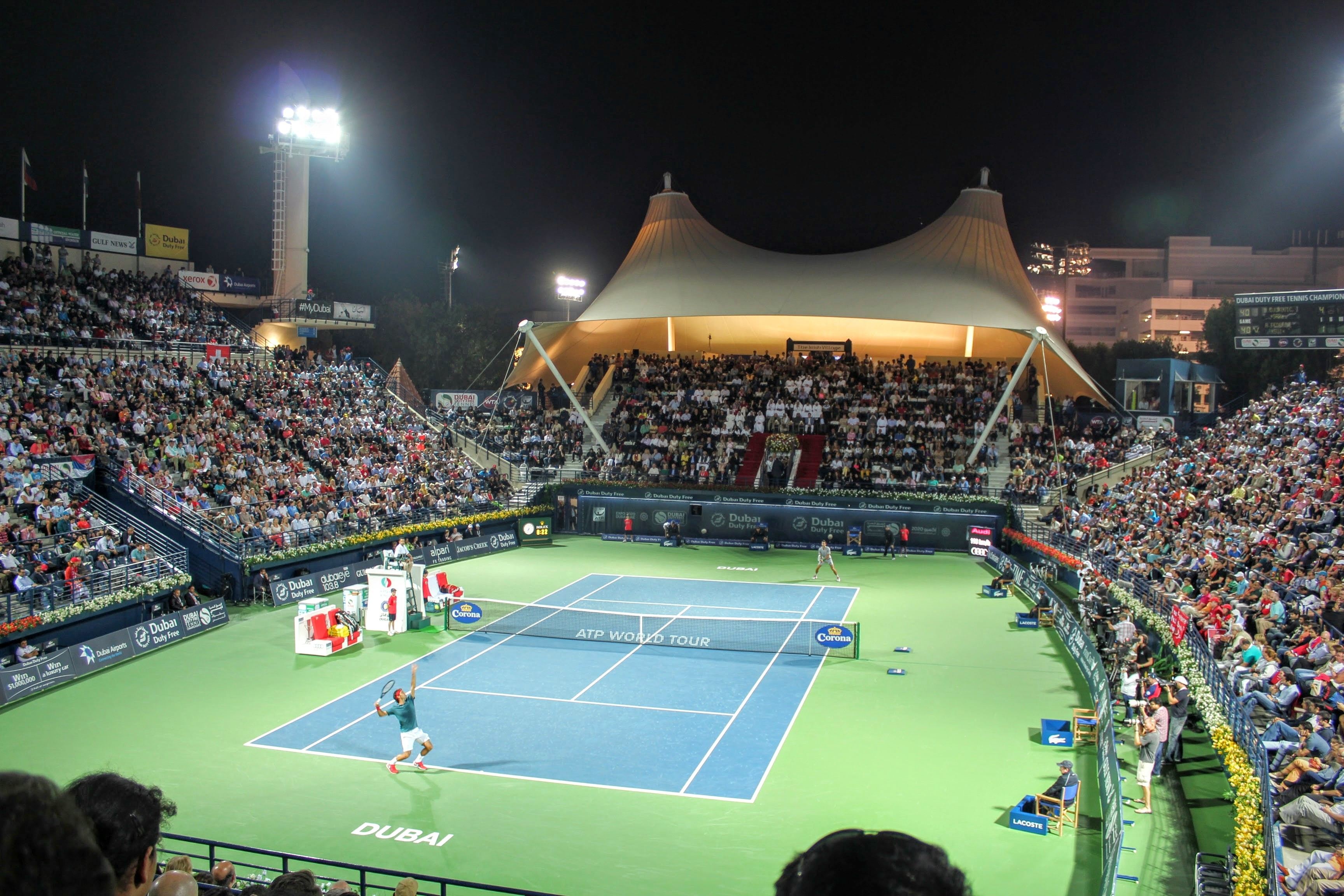
Dubai Tennis Championships em 2014

Futebol e críquete são os esportes mais populares em Dubai. Três times (Al Wasl FC, Shabab Al Ahli Club e Al-Nasr Sports Club) representam Dubai no Campeonato Emiradense de Futebol. O Al-Wasl tem o segundo maior número de campeonatos da Liga dos Emirados Árabes Unidos, atrás do Al Ain FC. Dubai também hospeda os campeonatos anuais de tênis, todos atraindo estrelas do esporte de todo o mundo. A Dubai World Cup, uma corrida de cavalos puro-sangue, é realizada anualmente no Hipódromo de Meydan.
Dubai também hospeda o tradicional torneio da de rugby Dubai Sevens, parte do evento Série Mundial de Rugby Sevens. Em 2009, Dubai sediou a Copa do Mundo de Rugby Sevens de 2009. A corrida de automóveis também é um grande esporte em Dubai, o Autódromo de Dubai é o lar de muitos eventos de corrida de automóveis ao longo do ano. Ele também possui um kartódromo interno e externo de última geração, popular entre os entusiastas de corridas e pilotos recreativos.

### Arquitetura
Dubai é famosa por suas obras grandiosas e de forte apelo turístico. Dentre elas, podemos destacar as Palm Islands, o arquipélago The World, o hotel Burj Al Arab e o edifício Burj Khalifa. O Burj Al Arab é um exemplo da arquitetura futurista da cidade e um dos hotéis mais luxuosos de Dubai. Foi construído sobre uma ilha artificial, com 321 metros de altura, sendo a 2ª estrutura mais alta usada como hotel, após perder o título para a Rose Tower, edificada também em Dubai. O edifício imita a vela de um barco, e hoje é um dos principais cartões postais da cidade e do país.
O Burj Khalifa é o arranha-céu mais alto do mundo. Foi inaugurado no dia 4 de janeiro de 2010. Tem uma altura de 828 m, o que o torna a estrutura mais alta do mundo: ao atingir sua altura máxima, o Burj Khalifa superou não somente o maior arranha-céu do mundo, Taipei 101, mas também a estrutura não suspensa por cabos em terra firme mais alta do mundo, a Torre CN, e a estrutura mais alta do mundo, a Torre da KVLY-TV. Demorou mais de cinco anos a construir. Custou 1,5 bilhão de dólares, segundo seus construtores, e pode ser visto a cerca de 100 km de distância.
O Burj Khalifa foi desenhado por Skidmore, Owings, & Merrill, que também desenharam as Sears Tower em Chicago e a Freedom Tower em Nova Iorque, entre outros famosos edifícios. O interior será decorado por Giorgio Armani. Um Hotel Armani (o primeiro deste tipo) ocupa os primeiros 37 andares. Do 45º ao 108º andar há cerca de 700 apartamentos privados em 64 andares (que, segundo o responsável, foram vendidos em oito horas). As corporações e as suítes completam a maior parte dos andares restantes. Também tem o elevador mais rápido, a 18 m/s (65 km/h, 40 mph). Atualmente, o elevador mais rápido do mundo encontra-se no Taipei 101, Taipei, Taiwan, a 16,83 m/s (60,6 km/h, 37,5 mph). O Burj Khalifa inclui 30 mil residências, nove hotéis, dezenove torres residenciais e doze hectares ao seu redor. A torre cobre uma área de 334 000 metros quadrados de desenvolvimento.